# Üsküdar’a Gider İken
Üsküdar’a Gider İken („Auf dem Weg nach Üsküdar“), auch Kâtibim, ist ein populäres türkisches Vokallied, dessen Melodie über die Türkei hinaus in vielen Ländern, insbesondere Südosteuropa, verbreitet ist.

## Geschichte und Hintergrund

Rajna Kacarova

Die geschichtliche Entwicklung um das Lied „Üsküdar’a Gider İken“ weist eine bemerkenswerte Eigenart auf. Der Fall dieser vermutlich im Original türkischen Melodie, die in den Sprachen der gesamten Balkanregion in Form verschiedener Adaptionen und mit verschiedenen Texten (darunter sogar religiöse) gesungen und jeweils von den entsprechenden Nationalitäten als kulturelles Eigentum für sich beansprucht wird, zog die Aufmerksamkeit verschiedener musikethnologischer und anderer Fachautoren auf sich wie etwa Rajna Kacarova (1973), Adela Peeva (2003), Dorit Klebe (2004) oder Donna Buchanan (2008).
„Üsküdar’a Gider İken“ ist als städtisches Lied aus Istanbul bekannt und durchlief in seiner über 100-jährigen Geschichte verschiedene Stationen. Laut Elefterias-Kostakidis (2013–2014) soll das Lied bereits ab dem Jahr 1700 als armenisches, osmanisches, sephardisch-jüdisches und persisches Lied aufgeführt worden sein. Es legte vom Ende des 19. Jahrhunderts bis zu Beginn des 21. Jahrhunderts eine „beispiellose Wanderung“ (Buchanan 2007) durch die gesamte Balkanregion und mannigfache Diaspora-Gemeinschaften zurück. Die Geschichte des Liedes kann ab seiner im Jahr 1902 erfolgten Aufnahme durch Felix von Luschan fast lückenlos bis heute nachgezeichnet werden und stellt in dieser Hinsicht eine rare Besonderheit in der mündlich überlieferten Musiktradition dar. Obwohl die Geschichte des Liedes nicht völlig lückenlos dokumentiert ist, wurden anhand von Klang- und Schriftdokumenten einige bedeutende Veränderungen und Wandlungsprozesse nachgewiesen. Die Musikethnologin Klebe nannte als Einflussfaktor für die Wandlungen von Text, Musik und Formalgestalt den jeweilig unterschiedlichen Aufführungskontext sowie gesellschaftliche und soziokulturelle Entwicklungen.
Als möglicher Entstehungspunkt des Liedes wird Istanbul im 19. Jahrhundert angesehen. Kacarova betonte in diesem Zusammenhang, dass in der Mitte des 19. Jahrhunderts türkische, griechische, albanische, armenische, serbische, russische, kroatische und rumänische Lieder nicht nur in ihrer Originalsprache, sondern auch in Übersetzungen oder mit neuen, an lokale Bedingungen angepassten Texten aufgeführt wurden. Bei ihrer Verbreitung nahmen unter anderem auch reisende Kaufleute, Roma-Musikgruppen und türkische Theatergruppen eine bedeutende Funktion ein. Während „ausländische“ Lieder, die der Mode entsprachen, ähnlich wie Hits oder Schlager in der zweiten Hälfte des 20. Jahrhunderts, rasch übernommen wurden, aber auch schnell wieder in Vergessenheit gerieten, behielten nur einige von ihnen einen festen Platz im Liedrepertoire einer bestimmten Stadt. Das Lied „Üsküdar’a Gider İken“ gehört zu den türkischen Melodien, die quer über den Balkan migrierten und dabei fest im Liedrepertoire der albanischen, bulgarischen, griechischen und serbischen Bevölkerung verankert wurden.
Das Lied „Üsküdar’a Gider İken“ verbreitete sich über das geografische Gebiet seiner Frühdokumentation auch in andere Provinzen des Osmanischen Reiches – wie nach Griechenland und auf die Balkanhalbinsel – und erreichte auch Osteuropa. Die Melodie wurde zur Grundlage von Liedern, die nicht nur jeweils in eigener Sprache in den Bevölkerungen der verschiedenen Länder wie beispielsweise Türkei, Albanien, Serbien oder Bosnien und Herzegowina gesungen wurden, sondern deren Text dabei auch jeweils unterschiedlichen poetischen Inhalt erhielt, während die übernommene musikalische Grundlage an die besonderen Eigenheiten der musikalisch-poetischen Ausdrucksformen und der ästhetischen Ansprüche der verschiedenen Bevölkerungen oder Ethnien angepasst wurde. Die Melodie erlangte über die Türkei hinaus in verschiedenen Balkanländern und unterschiedlichen Versionen Bekanntheit als Liebes-, Militär- oder Revolutionslied. Das Lied ist somit ein Beispiel dafür, dass urbane Melodien von verschiedener ethnischer Herkunft über die ganze Balkanregion hinweg gebräuchlich waren und verschiedene Transformationen durchlaufen haben.
Zudem gelang der Melodie im 20. Jahrhundert die Verbreitung in die Unterhaltungsindustrie der USA. Als erstes und lange Zeit einziges Lied aus der Türkei hatte es internationalen Erfolg und wurde in den 1960er Jahren in sämtlichen Musikcharts zu einem englischsprachigen Hit. Auch danach diente die Melodie als Inspiration für Autoren der Unterhaltungsgenres, so etwa Frank Farian für das von ihm komponierte Lied Rasputin, das in der Aufführung der Disco-Formation Boney M. lange Zeit weltweit die höchsten Plätze der Musikcharts in der Popmusik belegte.
Zeitgleich mit dem Phänomen des musikalischen Kosmopolitismus entstanden in der Region des Osmanischen Reichs auch nationalistische Bewegungen, die dem kulturübergreifenden Trend entgegenwirkten und danach strebten, Belege regionaler kultureller Verwandtschaften zu verbergen. Unmittelbar nach der Befreiung von der Herrschaft des Osmanischen Reichs in der zweiten Hälfte des 19. Jahrhunderts führten verschiedene Balkanländer Maßnahmen durch, um jegliche Belege der türkischen Besatzungszeit auszulöschen und alaturca-Elemente (im Sinne von soziokulturell-türkischen Praktiken) in der Gesellschaft durch alafranga-Elemente (im Sinne von soziokulturell-westlichen Praktiken) zu ersetzen. Trotz dieser großen politischen Veränderungen und intensiver Versuche einer „Europäisierung“ blieben jedoch ethnisch-übergreifende kulturelle alaturca-Merkmale bestehen. Die Bevölkerungen wertschätzen weiterhin Bräuche aus der Zeit unter osmanischer Herrschaft. Menschen mit urbanem Status verwendeten noch immer türkische Sprache oder Ausdrücke zur Abgrenzung von Menschen der gleichen Ethnie mit ländlicher Lebensweise. Auch regional verankerte musikalische Ausdrucksformen überlebten. Während politische Diskurse in den Balkanstaaten das osmanische Erbe für einen an den Verhältnissen in Westeuropa gemessenen Verlust an Wirtschaftskraft und kultureller Höhe verantwortlich machen, wird der Fall der Melodie von „Üsküdar’a Gider İken“ von Musikethnologen als Beispiel dafür hervorgehoben, dass alaturca im Kontext der Balkanmusik ethnienübergreifend gemeinsame ästhetischer Werte repräsentiert, etwa durch melodische Formen, rhythmische Muster, spezifische Klangfarben und Aufführungsarten.
Nach dem Zusammenbruch des Osmanischen Reiches kam es zu Bestrebungen der verschiedenen Bevölkerungsgruppen der Balkanregion, sich jeweils eine neukonstruierte Identität als homogene oder „reine“ ethnische Nation zuzulegen, wofür Volkslieder wie auch andere kulturelle Merkmale vereinnahmt wurden. Die ehemals etwa zu Erntezeiten oder religiösen und weltlichen Feiern gebrauchten Volkslieder wurden für die stetigen Umdeutungen historischer Zusammenhänge im Dienste von Nationalmythen umfunktionalisiert bis hin zu bei Nationalfeiern verwendeten nationalistischen „Freiheits“-Liedern. Dadurch sollten die bisher gemeinsamen Lieder der nun aber politisch voneinander getrennten Nationen die jeweilige ethnische Gruppe für die Entstehung der neugeschaffenen Nation vereinen, indem die Lieder die Idee eines kollektiven historischen Gedächtnisses dieser Nation belegen sollten. Mit dem Fall des Kommunismus um 1989 und dem insbesondere seit 1992 in kriegerische Auseinandersetzungen mündenden Zerfall Jugoslawiens kam es zu einer erneuten Dominanz von Nationalismus in der Balkanregion, im Zuge dessen sich verschiedene verhältnismäßig kleine ethnische Gruppen im Wettstreit um eine unabhängige Identität und eine souveräne Heimstatt befanden. Als Anfang des 21. Jahrhunderts Lieder zwischen den Nationalkulturen wanderten, nahmen in diesen Nationalkulturen jeweils viele Menschen in Anspruch, dass sie allein über den Musikstil und die Nationalgefühle des jeweiligen Liedes verfügen könnten. Wie kaum ein anderes Lied erregte „Üsküdar’a Gider İken“ als durch den Balkan migrierendes Lied Aufmerksamkeit, nachdem sich die Nationalstaaten Südosteuropas im Gefolge des Übergangs in den Postkommunismus neu ausrichteten.

### Früheste Dokumentationen

#### 1902: Avedis Avedisoghlu
Als früheste zurückverfolgbare Tonaufnahme der Melodie liegt eine gesangs-solistische Phonograph-Walzenaufnahme im Berliner Phonogramm-Archiv aus dem Jahre 1902 vor, die der Ethnologe, Archäologe und Arzt Felix von Luschan in den letzten Tagen seiner fünften und letzten, vom Berliner Orient-Comité finanzierten und in Zusammenarbeit mit türkischen Archäologen durchgeführten archäologischen Grabungskampagne in Sendschirli (Schreibweise nach von Luschan, 1904; heute Zincirli) in dem Sandschak Aintab (heute Gaziantep in der Türkei) des osmanischen Vilâyets Haleb (Aleppo in Syrien) trotz fehlender Erfahrung als wissenschaftliche Pionierleistung gelungen war. Von Luschan war 1902 als damaliger Direktor des Museums für Völkerkunde in Berlin bei den Ausgrabungen in Sendschirli mit seinen Aufnahmen türkischer und kurdischer Lieder einer der ersten, der auf einer Expedition einen Phonographen verwendete. Die „Üsküdar’a Gider İken“-Aufnahme aus der Sammlung Luschan war von einem 12-jährigen armenischen Kleinkrämersohn mit Namen Avedis, Sohn des Avedis (Avedisoghlu), in türkischer Sprache gesungen worden.
Die Walzenaufnahmen von Luschans, deren Kernstück die Lieder des Jungen Avedis bildeten, gehören zu den seltenen nicht-kommerziellen Zeugnissen der Vokalgattungen manî (spezielle Gattung der Volksliteratur zum gesungenen Vortrag), türkü (weitere Gattung der Volksliteratur bzw. -musik) und şarkı (osmanisch-türkische Vokalgattung der höfischen Kunstmusik) sowie ihrer Mischformen. Die gründliche Analyse der auf den Walzenaufnahmen von Luschans enthaltenen, von Avedis gesungenen Liedern, deren Liedtexte, Übersetzungen und Noten publiziert wurden, ist wegweisend für die Musikethnologie geworden. Für einen langen Zeitraum handelte es sich bei diesen Transkriptionen und Auswertungen um die einzigen in der musikethnologischen Forschung bekannten Beispiele türkischer Musik. Ihre Bedeutung zeigt sich insbesondere am Beispiel des in drei Tonaufnahmen vorliegenden Liedes „Üsküdar’a Gider İken“.
Zu Beginn des 20. Jahrhunderts galt Aintab als bedeutender militärischer Punkt und Handelsplatz und besaß 20.000 Einwohner, zu gleichen Teilen armenische und griechische Christen, Kurden und Muslime. Als Quelle für das Repertoire des jungen Interpreten Avedis werden neben den üblichen familiären Informationsquellen auch professionelle Vortragssituationen in Erwägung gezogen. Aintab und Aleppo gehörten im Osmanischen Reich traditionell zu den musikalischen Zentren. Es war im Osmanischen Reich und besonders am Hof des Sultans nicht ungewöhnlich, dass in bestimmten Bereichen der Kunstmusik Künstler aus ethnischen Minderheiten – neben den armenischen besonders griechische und jüdische Musiker – kulturtragend in ausführender und weiterentwickelnder Weise tätig waren.
Von Luschan gab seine türkischen Texte – darunter auch der laut von Luschan „wie es scheint sehr weit verbreiteten Gassenhauer“ „Üsküdar’a Gider İken“ – dem zu dieser Zeit in Berlin lebenden albanischen Gelehrten Hakki Tewfik Beg zur Korrektur der orthographischen Fehler. 1904 veröffentlichte von Luschan die Bearbeitung und Übersetzung des Textes von „Üsküdar’a Gider İken“, die er mit Fußnoten versah und die unter Mithilfe von Hakki Tewfik Beg und Anderen zur von Luschan „Stambuler Fassung“ genannten Version ergänzt worden war.

#### 1908: Sirri Effendija Abdagić
Eine frühe Tonaufnahme aus bosnisch-herzegowinischem Repertoire wurde in Sarajewo im April 1908 mit dem Text "Poletjela dva goluba" von Zonophone (Nr. 4483r - X-2-102937) aufgenommen. Auf der Tonaufnahme ist die Melodie von „Üsküdar’a Gider İken“ mit dem Gesang von Sirri Effendija Abdagić zu hören.

#### 1909: El Sayed Eschita
Eine frühe arabische Tonaufnahme aus ägyptischem Repertoire wurde in Kairo am 7. Januar 1909 unter dem Titel „Raks zakieh“ von der Gramophone Company mit der Matrix-Nr. 11813b aufgenommen. Auf der Tonaufnahme ist von Minute 00:48 bis 02:00 die Melodie von „Üsküdar’a Gider İken“ in instrumentaler Ausführung zu hören, auf die als Interpret El Sayed Eschita einen komischen Monolog spricht.

#### 1910 (?): Rada Stojadinović
Aus dem serbischen Repertoire liegt eine Tonaufnahme (Favorit 1-105077) vor, die Rada Stojadinović (Рада Стојадиновић) mit dem Text „Poletela Dva Bijela Goluba“ („Полетела Два Бијела Голуба“) gesungen hat, begleitet vom „Zigeuner-Tambura-Orchester Belgrad“. Aufgenommen wurde die Version vermutlich um 1910 in Belgrad.

#### 1917: Simon Perell
Am 7. Oktober 1917 nahm Leo Hajek als Mitarbeiter des Wiener Phonogrammarchivs in dem in Niederösterreich gelegenen Kriegsgefangenenlager Hart eine vom Berufsmusiker Simon Perell auf dem Flügelhorn gespielte instrumentale Version von „Üsküdar’a Gider İken“ auf, die von dem an seinem Projekt „Gesänge russischer Kriegsgefangener“ arbeitenden Musikwissenschaftler Robert Lach in einer Publikation (1918) erwähnt wurde. Angaben zufolge stammten die Eltern Perells aus Pohrebyschtsche, weiteren Angaben zufolge soll der Informant nach Aufenthalten in der Türkei, in Bulgarien, Griechenland und Ägypten bis 1914 in Odessa gelebt haben. Lach zufolge soll der von ihm namentlich nicht genannte Musiker krimtatarischen Ursprungs gewesen sein.

### Frage nach der Ursprungsmelodie (und nach dem Textursprung)
Für einen möglicherweise nicht-türkischen Ursprung der Melodie sprechen besonders die punktierten Noten am Beginn fast jedes musikalischen Formteiles sowie Intervallsprünge, wie die aufwärts verlaufende Quinte zu Beginn des Liedes.
Für einen türkischen Ursprung sprechen für die türkische Volksmusik charakteristische Melodiebildungen wie die Häufigkeit kleiner Intervalle (z. B. Sekundschritt) und Tonumspielungen. Auch die bevorzugt syllabische Textverteilung – von wenigen melismatischen Umspielungen abgesehen – ist charakteristisch für die kırık hava als einer der beiden Haupt-Liedtypen der türkischen Volksmusik. Zudem enthält die melodische Struktur Elemente, die dem in weiten Teilen des islamisch-arabisch-persischen Raumes und auch in der osmanisch-türkischen höfischen Musik verwendeten modalen Konzept und tonalen System des makam entsprechen.

#### Osmanischer Marsch

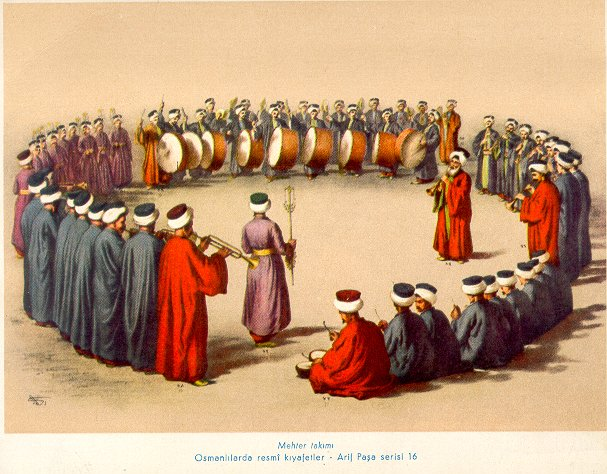
Das Musikkorps der Janitscharen (mehterhâne) in 9-facher Besetzung: der Kapellmeister steht links vor den zurna-Spielern (rechts im Ring) innerhalb der Kreismitte; der Zeremonienmeister mit seinem Schellenbaum steht rechts vor den Trompetern (links vorne im Ring) innerhalb der Kreismitte –
(1839, Gemälde von Arif Pascha)

Einer Theorie zufolge soll „Üsküdar’a Gider İken“ als osmanisches Janitscharen-Marschlied dazu gedient haben, entweder der osmanischen Eroberung von Konstantinopel (1453) oder der russischen Belagerung der bulgarischen Stadt Plewen (1877) im Russisch-Osmanischen Krieg (1877–1878), der zur Befreiung Bulgariens von der osmanischen Herrschaft führte, zu gedenken. In beiden Kontexten wird die erste Liedzeile „Auf dem Weg nach Üsküdar“ als Symbolisierung des Heimwärtsmarsches der Soldaten in die osmanische Hauptstadt gedeutet. Das osmanische Üsküdar war eine Stadt von einiger Bedeutung, diente als Sitz militärischer Operationen und war der Endpunkt von Karawanen, die von Syrien und Asien ausgingen.

#### Osmanischesşarkı
Eine andere Theorie geht davon aus, dass „Üsküdar’a Gider İken“ seinen Ursprung in einem osmanischen şarkı (bulgar. шаркия šarkiâ) hat, einem populären, semiklassischen, strophischen, makam-basierenden osmanischen Lied-Genre städtischen Ursprungs. Bei den meisten Vertretern dieses Genres handelte es sich um Liebeslieder, deren Texte in sentimentaler und nostalgischer Form von Sehnsucht, unerfüllter Liebe oder Ohnmacht gegenüber dem Schicksal handelten. Aus Sicht der Aristokratie war der melancholische Charakter des Genres ein Ausdruck für den bevorstehenden Niedergang des unter westlichem Einwirken geschwächten Osmanischen Reichs.
Zu den Merkmalen, die das Lied als möglicherweise mit der höfischen osmanischen Tradition verbunden charakterisieren, gehören seine breite Stimmlage, seine Tonhöhenbewegung, seine – bei Berücksichtigung der Wiederholungen – vierzeilige Versstruktur sowie seine modale Konstruktion als makam Nihavent.
Ein Merkmal, das hingegen auf das osmanische System der Berufsgilden verweist, besteht in der die Liebe der Sängerin zu einem kâtip behandelnden Erzählung des Liedes.
Dass „Üsküdar’a Gider İken“ als şarkı im Umlauf war, findet zudem Erhärtung durch seine Aufführung unter dem Titel „Sharky Negavend: Lyubovnaya“ (dt. etwa: „Şarkı Nihavent: Liebeslied“) im Kompendium „Опыты художественной обработки народных песен, том 1“ (dt. etwa: „Experimente künstlerischer Arrangements von Volksliedern, Band 1“), das 1913 in Moskau von der musikethnologischen Kommission der ethnographischen Abteilung der Reichsgesellschaft von Amateurnaturforschern, Anthropologen und Ethnographen an der Reichsuniversität in Moskau unter Leitung des Komponisten Alexander Gretschaninow publiziert wurde.

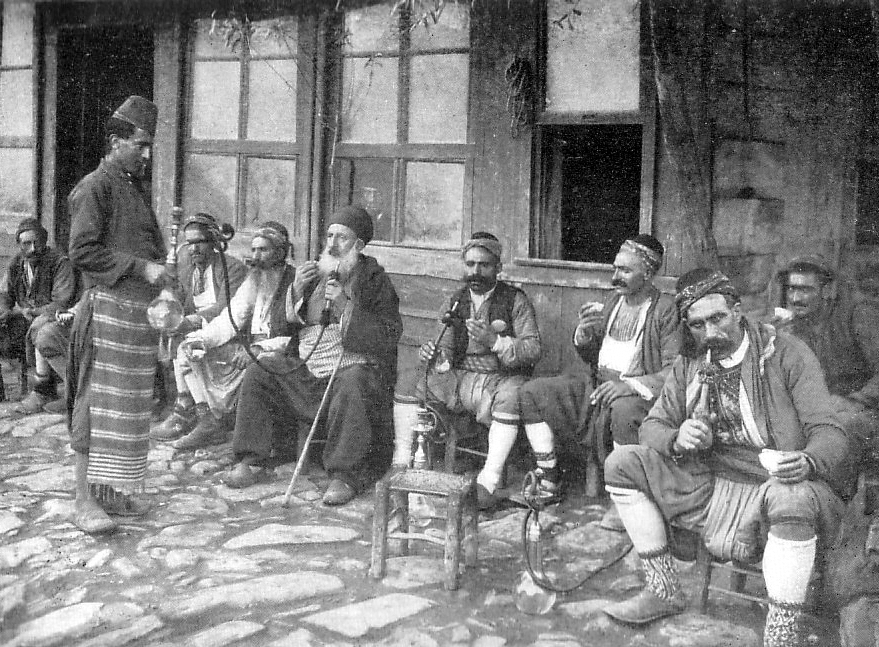
Ein Kaffeehaus (kahvehane) in Konstantinopel (1905)

Der Niedergang des höfischen Mäzenatentums für osmanische Kunstmusik im späten 19. Jahrhundert brachte eine Verlagerung der şarkı-Darbietungen mit sich. Diese fanden nun in den im türkischen Besitz befindlichen städtischen Kaffeehäusern (kafehane) statt, sowie in den in griechischem Besitz befindlichen Nachtclubs oder Casinos (gazino) nach europäischem Stil. Das şarkı-Genre fungierte somit als musikalische Verbindung zwischen der Masse der Bevölkerung in den großen städtischen Zentren einerseits und dem osmanischen Hof andererseits. In den genannten Etablissements fand auch der Auftritt der als çengi bekannten professionellen orientalischen Tänzerinnen statt. Bei ihnen handelte sich häufig um Jüdinnen, Romnija oder Mitglieder anderer Minderheiten, die als Entertainerinnen und gelegentlich auch als Prostituierte arbeiteten. Entertainerinnen dieser Art fanden durch die osmanische Nobilität bis etwa 1840 Beschäftigung, als ihre Anwesenheit am Hof schließlich durch neue Gesetzgebung untersagt wurde und sie daher Arbeit in gewerblichen Etablissements suchten.

#### Einfluss westlicher Operette
Eine weitere Theorie stellt die Vermutung auf, dass Darbietungen der westlichen Oper in der späten osmanischen Zeit den Ursprung für „Üsküdar’a Gider İken“ bildeten oder es weit verbreiteten. Die Melodie des Liedes soll eine Rolle in der Operette „Leblébidji Hor-Hor Agha“ spielen, die Dikran Tschuchadschjan als einer von mehreren armenischen Komponisten der Spätphase des Osmanischen Reiches um 1880 geschrieben hatte. Obwohl es als unwahrscheinlich gilt, dass Tschuchadschjan die vermutlich bereits vor 1880 kursierende Melodie von „Üsküdar’a Gider İken“ geschrieben hat, soll die Operette die Popularität der Melodie an der Küste Kleinasiens verstärkt haben.

#### Türkü
Neben den şarkı fanden in kommerziellen Unterhaltungsstätten auch urbanisierte Darbietungen von Türkü statt. Sie spielten eine ähnliche Rolle wie die şarkı und erlangten in großen Teilen der Bevölkerung Beliebtheit. Die türkische Wissenschaft verweist darauf, dass „Üsküdar’a Gider İken“ möglicherweise eher dieser Kategorie der Türkü zuzuordnen ist.
Für diese Zuordnung spricht, dass es sich bei den Verfassern von şarkı-Texte in der Regel um bedeutende Dichter handelte, die dabei nach spezifischen Konventionen der persisch-arabischen Dichtung vorgingen, und dass die Vertonung zudem durch namhafte Komponisten erfolgte, deren Ziel darin bestand, mit der Melodie jede Textzeile aufzuwerten. Im Gegensatz dazu sind aber weder Verfasser oder Komponist von „Üsküdar’a Gider İken“ bekannt, noch ist seine melodische Struktur derart sorgfältig ausgearbeitet.
Ein zweites Argument für die Kategorisierung von „Üsküdar’a Gider İken“ als Türkü besteht darin, dass türkische Musikwissenschaftler das Lied als ein städtisches Lied determiniert und eine Verbindung mit den Tanzimat-Reformen des 19. Jahrhunderts hergestellt haben. Diese Reformen verwiesen demnach nicht auf die mit dem Niedergang des Osmanischen Reiches verbundene Nostalgie, sondern auf die Modernisierung des Staates. Somit hätte es sich bei dem Liedtext von „Üsküdar’a Gider İken“ um das Porträt eines kâtib gehandelt, der sich in einem Geschäftsanzug westlichen Stils präsentiert. Dieses Bild eines kâtib sprach die Phantasie der Öffentlichkeit an und stellt möglicherweise ein metaphorisches Beispiel für den Übergangsprozess der Säkularisierung dar, in dem sich die Türkei seitdem mit dem damit verbundenen Wandel der Geschlechternormen befand.
Der türkische Lokalhistoriker Reşat Ekrem Koçu (1997) stellte die Deutung vor, dass „Üsküdar’a Gider İken“ nur scheinbar ein Liebeslied aus dem Mund einer jungen Frau sei, hinter dem sich tatsächlich Spott über die damals in der breiten Bevölkerung unbeliebte, nach westeuropäischem Stil gestaltete Hose der im Lied beschriebenen Figur des kâtip verberge, die durch die Kleiderreformen von Mahmud II. Mitte des 19. Jahrhunderts für Soldaten und Militärbeamte vorgeschrieben und während des Krimkrieges auch von Abdülmecid I. für Regierungsbeamte und andere Zivilisten als Fortführung der Tanzimat-Reformen eingefordert worden war. „Üsküdar’a Gider İken“ soll in der Bevölkerung gesungen worden sein, um die aus Europa eingeführte und als befremdlich empfundene Bekleidungsform zu verhöhnen. Ein schottischer Marsch sei mit dem spöttischen Text kombiniert zu einem Kâtibim türkü geworden, das in Istanbul über damals in der Stadt in Mode gekommene Kuckucksuhren nach Schweizer Art große Verbreitung erlangt habe:

#### Schottischer Marsch
Koçu war der Auffassung (1997), dass die Melodie als Militärmarsch entstanden war und durch ein schottisches Militärregiment Bekanntheit erlangte. Ein schottisches Militärregiment soll Angaben zufolge in der sogenannten Selimiye- oder Üsküdar-Kaserne einquartiert gewesen sein, als die „Türkei“ während des Krimkrieges von 1853 bis 1856 zwischen dem Osmanischen Reich und Russland militärische Unterstützung von „England“, Frankreich und Sardinien erhalten hatte. Auch auf der von Semir Vranić herausgegebenen Website sevdalinke.com war auf Grundlage der Ergebnisse des Ethnographen Šefčet Plana (1979; alternative Schreibweisen: Shefqet Pllana, Šefćet Plana/Шефћет Плана) die Vermutung von Miroslava Fulanović-Šošić (1998) zitiert worden, dass es zur Adaption einer schottischen Melodie gekommen sei, nachdem eine schottische Militärband eine schottische Melodie nach Konstantinopel gebracht habe. Die in Istanbul einkasernierte Abteilung schottischer Soldaten habe mit ihren ungewöhnlichen Uniformen und ihrer Dudelsack-begleiteten Militärmarschmusik auf den Straßen die Aufmerksamkeit der Bürger auf sich gezogen. Diese Marschmelodie sei bald darauf zur Weise eines türkischen Volksliedes geworden
Klebe (2004) erwähnt, dass die Melodie einer literarischen Quelle zufolge eine Adaption einer schottischen Melodie sei, die an einer englischen Schule in Konstantinopel als Schulhymne verwendet worden sein soll. Da jedoch eine Originalquelle
der Notation fehle, sei keine Überprüfung der Angabe möglich.
Die Ansicht, dass „Üsküdar’a Gider İken“ schottischen Ursprungs ist und keinen türkischen Rhythmus besitze, wurde von einigen türkischen Bloggern vertreten, zuerst von Sunay Akın. Buchanan (2007) wies die Interpretation von Koçu (1997) zum schottischen Ursprung der Melodie jedoch als „factional claims“ zurück.

#### Europäische Unterhaltungsmusik
Irmgard Merkt, Dozentin für Musik in der Sozialpädagogik (Universität Dortmund) und Expertin für türkisch-deutsche Musikpädagogik, formulierte in ihren praktischen Anregungen für die Gruppenarbeit zum Lied „Üsküdar’a Gider İken“ (1991) Zweifel an dessen türkischen Ursprung und bezog sich dabei auf musikalische Aspekte des Liedes. Sie argumentierte, das Lied sei zwar in einer Fassung bereits 1904 von Abraham und Hornbostel „in Istanbul aufgezeichnet“ worden, stelle also ein altes Lied aus Istanbul dar, und es handle sich auch um das außerhalb der Türkei bekannteste „»türkische« Lied“, das also auch in „europäischen“ Ländern exemplarisch für türkische Musik bekannt sei. Dennoch sei „seine türkische Herkunft mehr als unwahrscheinlich“ und es dürfe stattdessen „vermutet werden, daß das Lied »Üsküdara« von einem Unterhaltungsmusiker des späten 19. Jahrhunderts im türkischen Ton, quasi »alla turca« geschrieben worden ist.“ Als Begründung verweist Merkt darauf, dass sich im Istanbul der zweiten Hälfte des 19. Jahrhunderts eine Kaffehauskultur gebildet hatte, die sich an den Verhältnissen „europäischer“ Metropolen ausgerichtet hat, so dass in der Türkei eine spezifische urbane Unterhaltungsszene für „Europäer“ und „europäisch“ orientierte Türken entstanden war, in der sich „die Musikstile aus Europa und dem Orient trafen“. In der Merkt vorliegenden Tonaufnahme des Liedes „Üsküdar’a Gider İken“ erkennt Merkt eine solche Begegnung der beiden Musikkulturen, wobei es sich bei dem gesungenen Teil ihrer Ansicht nach um ein Beispiel „europäischer Musikkultur“ – erkennbar an Tonvorrat (harmonische Moll-Tonleiter), Liedform (8 Takte, 2 Teile: A und B) und Harmonisierung (auf den Stufen I, IV und V) – handelt und bei dem Nachspiel um ein Beispiel „orientalischer“ Musikkultur – erkennbar an der fehlenden Harmonisierung (die Musik bleibt beständig auf einen Grundton bezogen), an der Improvisation und dem Tonmaterial. Der philologisch orientierte Musikethnologe Ali Osman Öztürk bezeichnete (1991) die Zweifel Merkts an einer türkischen Liedherkunft als „anregend wie provozierend“ und fügte hinzu, dass auch der „Text(inhalt), der eine Parallele zur deutschen Ballade »Der hübsche Schreiber« (E.-B. Nr. 128) darzustellen“ scheine, aus dieser Perspektive neu gedeutet werden könne.

#### „Kâtibim Aziz Bey“-Gerücht (zum Textursprung)

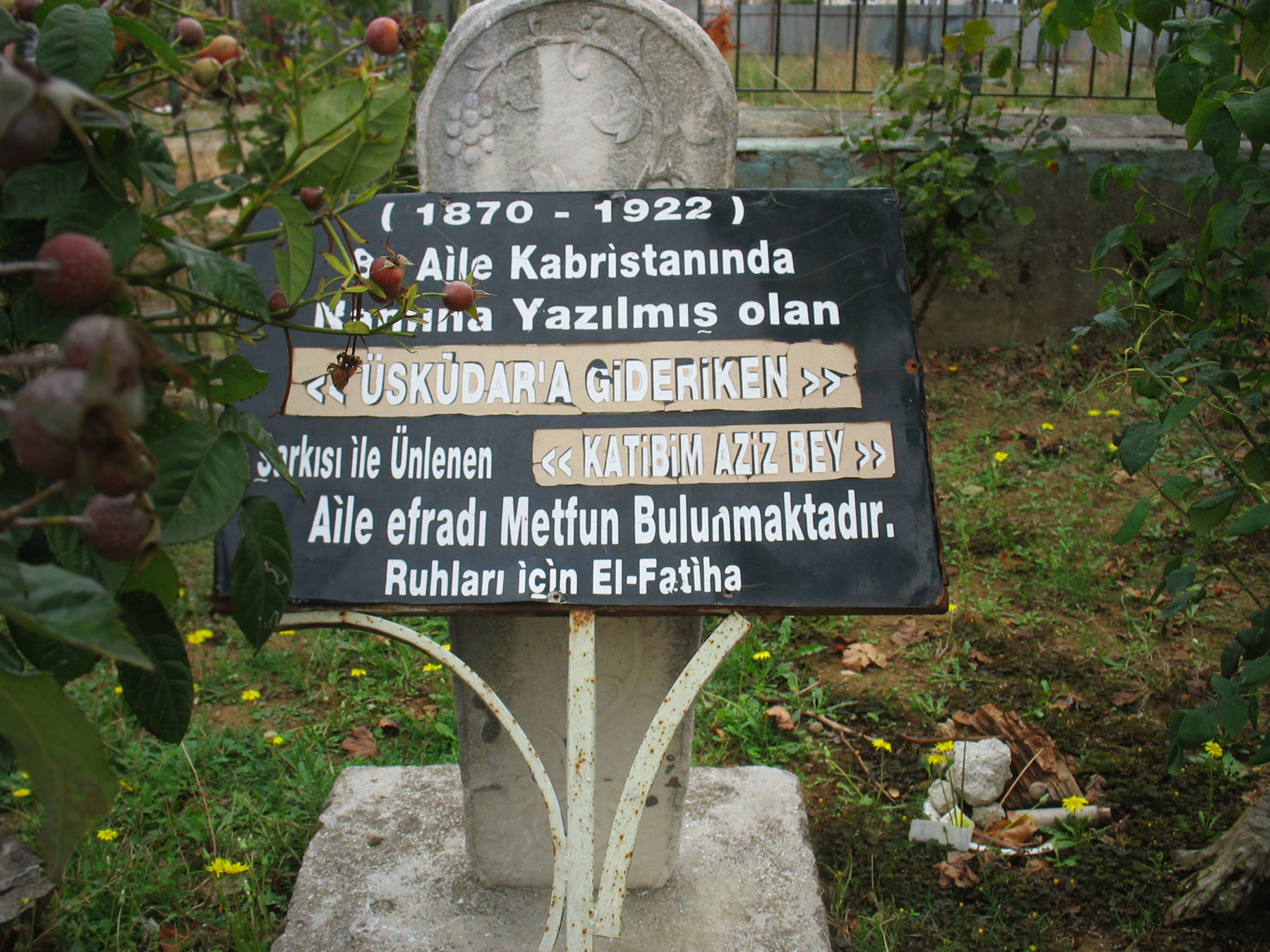
Grab von „Katibim Aziz Bey“ in der „Kâtibim Aziz Bey“-Straße in Selamsız, einem Ortsteil (semt) des Istanbuler Landkreises (ilçe) Üsküdar. Das Schild mit der Jahresangabe „1870-1922“ weist die Stelle als Familienfriedhof der Familie von Katibim Aziz Bey aus, der durch das für ihn geschriebene Lied „Üsküdar’a Gideriken“ berühmt geworden sei. (Foto: 2009)

Wie für die Melodie, so bleiben auch die Ursprünge für den Liedtext bis heute (Stand: 2020) ungeklärt und die Autoren von Komposition und Liedtext also anonym. In Form eines Gerüchts ist ein Narrativ als Ursprungsgeschichte zum Liedtext von „Üsküdar’a Gider İken“ in Umlauf, demzufolge ein Gerichtsschreiber mit dem Namen Aziz Mahmud (also Aziz Mahmud Bey oder Aziz Bey genannt, in anderer Schreibweise auch Aziz Mahmut Bey, Sohn des Şeyh Mahmut Efendi, Scheich der Selâmi Ali Efendi Tekkesi, der seinen Sohn nach Aziz Mahmud Hüdâyî benannt haben soll), der im Gerichtsgebäude von Üsküdar gearbeitet, in der heute Kâtibim Aziz Bey Sokak (ehemals: Tekke İçi Sokağı) genannten Straße gelebt und die Motivvorlage zum Lied gewesen sein soll. Gerüchte besagen weiter, Aziz Bey habe Frauen mit seinem äußeren Erschunungsbild beeindruckt und sei mehrfach verheiratet gewesen, je nach Quelle vier Mal oder siebzehn Mal. Den Text des Liedes „Üsküdar’a Gider İken“ oder „Kâtibim“ habe eine Frau mit dem Namen Seyide (also Seyide Hanım genannt, nach anderen Angaben auch Seyyide Ayşe Hanım oder Ayşe Hanım) geschrieben, die Aziz Bey geheiratet habe, nachdem – je nach Darstellung – ihr Mann Hasan Rıza Paşa gestorben sei oder nachdem sie sich aus Liebe zu Aziz Bey von ihrem Mann habe scheiden lassen. Dem Gerücht nach soll das Lied die Gefühle von Seyide Hanım gegenüber dem Schreiber Aziz Bey ausdrücken. Im Jahr 1928 soll Mehmed Şakir Bey eine rund 80 Jahre zuvor in Sinop aufgezeichnetes Gedichtssammlung, die auch den Text des Liedes „Üsküdar’a Gider İken“ enthalten soll, erhalten und diese Mahmut Ragıp Gazimihal geschenkt haben. Aufgrund dieser Angabe soll die Entstehung des Liedes bis in die 1840er und 1850er Jahre zurückverfolgbar sein.

### Verbreitung der Melodie

#### Türkei und Aserbaidschan
Türkei
In der Türkei ist das Lied unter dem Namen „Kâtibim“ oder „Üsküdar’a gider iken“ bekannt. Bereits der deutsche Orientalist Enno Littmann gab an, das Lied sei in der gesamten Türkei bekannt. Da 1903 auch der russische Gelehrte B. Miller und 1904 der in Syrien sammelnd tätige Felix von Luschan verschiedene Versionen publizierten, kann davon ausgegangen werden, dass das Lied seit Mitte des 19. Jahrhunderts bereits populär war und gesungen wurde. Es existiert in der Türkei sowohl in Form eines Liebesliedes, als auch in Form eines Militärmarsches. In seiner Form als Liebeslied bestehen vergleichsweise starke osmanische Einflüsse. Das Lied zählt zwar zum Repertoire der türkischen Kunst-Musik, ähnelt aber einem türkischen Volkslied, indem es über die ganze Türkei hinweg verbreitet und populär ist. Zu den berühmtesten Aufnahmen gehören diejenigen von Safiye Ayla (1907–1998) und Zeki Müren (1931–1996). Zu dem Spektrum der Interpretationen zählen neben der als eindrucksvoll geltenden und dabei einfach und in mittlerem Tempo gehaltenen Aufnahme von Safiye Ayla beispielsweise auch eine sehr langsame Version, die das „Lied“ stark in den osmanischen Kontext stellt oder auch eine bemerkenswerte Aufnahme mit Musikstudenten auf dem Fährschiff von Eminönü nach Üsküdar. In der modernen Türkei soll „Üsküdar’a Gider İken“ vor allem in Form von Tanzmusik mit rein instrumentalen Versionen gespielt oder abgespielt werden. „Üsküdar’a Gider İken“ wurde auch – als eines von wenigen Liedern aus der Türkei – international bekannt.

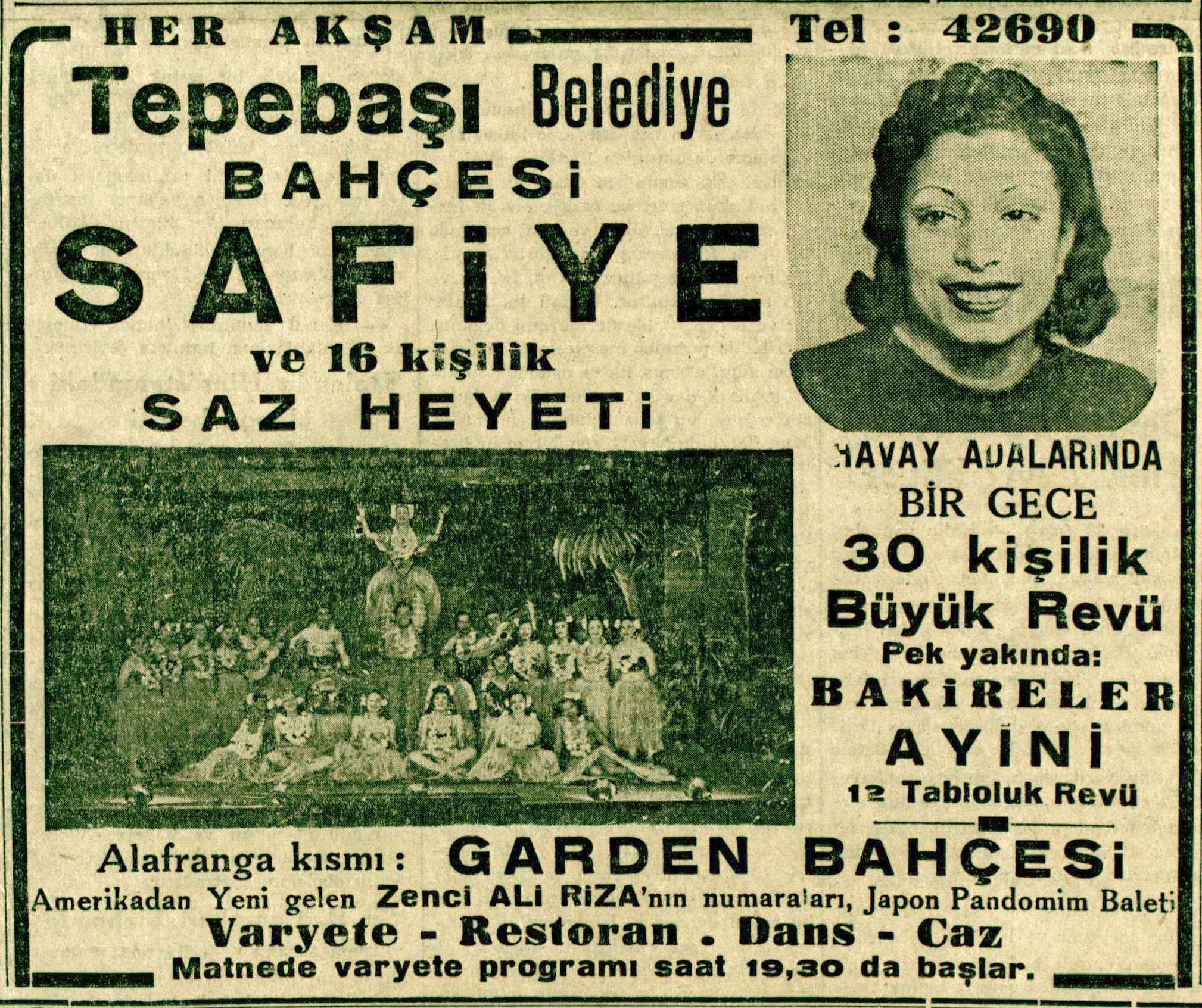
Safiye Ayla (rechts) in der Cumhuriyet (1941)

- In der in Istanbul 1949 aufgenommenen vokalinstrumentalen Fassung „Kâtibim“ auf dem Label Columbia wird Safiye Ayla, die zur Zeit der Aufnahme Ensemblemitglied am städtischen Konservatorium in Istanbul war, von einem Instrumentalensemble in heterophoner Musizierweise begleitet.[80] Das Booklet der von Klebe (2004) für ihre Analyse der Aufnahme verwendeten Tonträger-CD[A 8] gibt als Musikgattung „urban türkü“ und als Begleitinstrumente keman (in Quarten gestimmte europäische Violine), kanûn (Trapezzither), ud (Knickhalslaute ohne Bünde) und klarnet (europäische Klarinette in G, meist Albertsystem) an.[81] Die keinerlei Gesang enthaltenden Passagen enthalten zudem nicht sicher identifierbare Perkussionsinstrumente, deren rhythmisches pattern möglicherweise darbuka oder daîre zugeordnet werden kann.[82] Mustafa Kemal Atatürk hatte nach Auflösung des Osmanischen Reiches und der 1923 erfolgten Gründung der Republik Türkei (Türkiye Cumhuriyeti) den formellen Unterricht des klassischen osmanischen Musikrepertoires im Rahmen seiner reformistischen Modernisierungskampagne untersagt und die Musikkultur der Republik überwiegend an europäischen oder „westlichen“ Vorbildern orientiert,[40][83] wodurch es insbesondere in der bis dahin oral tradierten Volksmusik und teilweise auch in der Kunstmusik zu einem Abriss der Überlieferung gekommen war, so dass später lediglich schriftlich tradierte Werke rekonstruiert werden konnten.[83] Doch hatten kleine Ensembles als Manifestationen des früheren osmanischen ince saz („feines Orchesters“) diese Musikform und anderes beliebtes Repertoire weiterhin in den Nachtclubs und Cafés gespielt[40] und nach Erfindung und Verbreitung der Schallplatte und ihrer Produktion durch Musiklabels wie „Columbia“ oder „His Master’s Voice“ in den 1930er und 1940er Jahren erlangten einige Interpreten große Popularität,[83] wofür Safiye Ayla mit der 1949 von Columbia Records erfolgten Veröffentlichung ihrer historischen Aufnahme des Liedes „Kâtibim“ samt seiner Begleitung durch einen typischen ince saz aus Violine, kanun, ud und Klarinette beispielhaft ist.[40]

- Das Lied „Üsküdar’a Gider İken“ wurde in mindestens zwei türkischen Kinofilmen thematisiert, „Katibim (Üsküdara Giderken)“ und „Kâtip (Üsküdara Giderken)“.[84] 1956 erschien der erste „Kâtip“-Film unter dem Titel „Katibim (Üsküdara Giderken)“, von dem Filmregisseur Şinasi Özonuk.[85] Der bekannteste „Kâtip“-Film ist jedoch der vom Regisseur Ülkü Erakalın gedrehte Film „Kâtip (Üsküdara Giderken)“ aus dem Jahr 1968 (Drehbuchautor: Sadık Şendil), in dem der Sänger Zeki Müren nicht nur singt, sondern auch als Schauspieler neben Sezer Güvenirgil die Hauptrolle spielt.[86][73][87] Dieser Film, in dem das Lied eine wichtige Rolle spielt, wurde in der Türkei und in der türkischen Diaspora sehr populär.[73][87] Der Film erweitert die Handlung des Liedes zu einer längeren romantischen Erzählung.[87] Der von Zeki gespielte osmanische Hofschreiber ist in eine Freundin aus Kindertagen verliebt und wird aufgrund seiner schönen Singstimme von der mächtigen Mutter des Sultans zur musikalischen Ausbildung der Frauen des Sultans eingeladen, worauf der kontrollierbare Hofschreiber seine Geliebte als Haremsmädchen wiedersieht und ihre „unmögliche Liebe“ – ein bekanntes osmanisches Topos – in einem klagenden Duett ausgedrückt wird.[88] In einem Interview mit Adela Peeva erklärte Ülkü Erakalın, die Rolle des kâtip verkörpere für das türkische Publikum eine von Frauen geliebte Persönlichkeit, gutaussehend, geachtet, gut erzogen und mit „Spazierstock und Maniküre“.[87][89] Der türkische Kinofilm stützte sich in dieser Zeit über viele Jahre hinweg stark auf Lieder, so dass es nicht ungewöhnlich schien ein Lied für die Erstellung eines Drehbuches heranzuziehen. Die Filme erhielten somit auch teilweise den Charakter einer für alle Bevölkerungsschichten erschwinglichen und landesweit zugänglichen Konzertveranstaltung, die auch in provisorischen Kinos oder gelegentlich selbst unter freiem Himmel stattfinden konnte.[72]
- In seiner Form des Militärmarsches dient das Lied zur Feier der Eroberung von Konstantinopel im Jahr 1453 und weist musikalischen Einfluss deutscher Militärmusik auf. Deutsche Militärmusik ist fester historischer Bestandteil des Osmanischen Reiches, da deutsche Musiker zur Organisation der osmanischen Militärmusikkapellen (Mehterhâne) eingesetzt wurden.[74] Durch die Begegnung mit der mehter-Janitscharenmusik wurde in musikhistorisch anderer Richtung nach den Kriegen mit dem osmanischen Reich im 16. und 17. Jahrhundert auch das Schlagzeug-Instrumentarium der Janitscharenmusik (mehter marşı) in die europäischen Orchester eingeführt.[90]

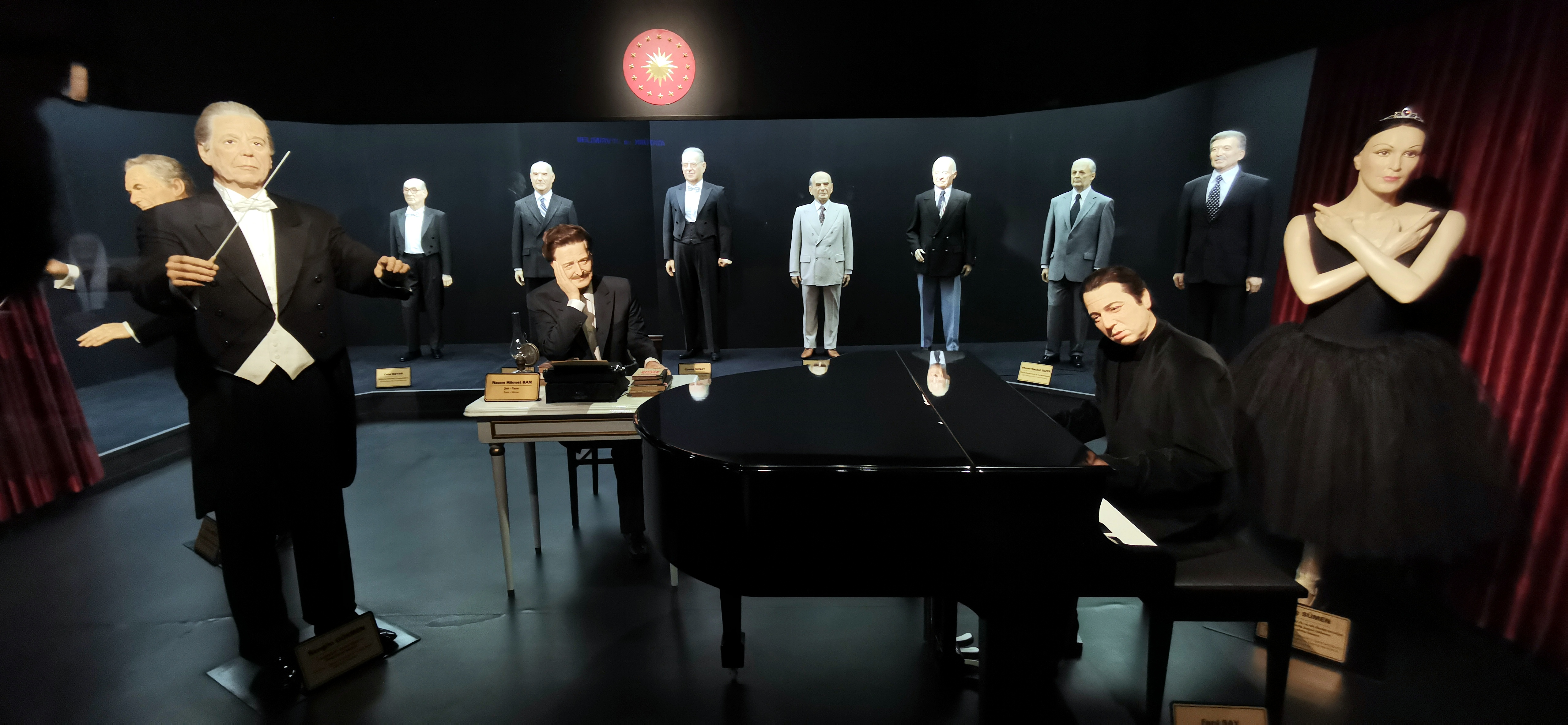
Darstellung von Fazıl Say (am Klavier sitzend) im Yılmaz Büyükerşen Wax Museum (Wachsfigurenkabinett) in Eskişehir (Foto: 2019)

- In jüngerer Zeit konnte sich die Melodie auch im Bereich der polyphonen und klassischen Musik etablieren, so etwa 1943[70] oder 1963[72] mit Bir Tutam Kekik (Opus 22) von Ahmed Adnan Saygun[70][72] und 1953[72] oder 1965[70] im Klavierkonzert Bir İstanbul Türküsü Üzerine Çeşitlemeler (englisch etwa: Variations on an Old Istanbul Folk Song) des Komponisten Cemal Reşit Rey.[70][91] Cemal Reşid erstellte auch Gitarren- und Gesangsversionen, wie sie beispielsweise von der Sopranistin Suna Korat gesungen und interpretiert wurden.[92]

Auch der Komponist Fazıl Say interpretierte das Lied neu. Zudem zitiert (2007 oder 2009) er es in seinem der Violinistin Patricia Kopatchinskaja gewidmeten Violinkonzert „1001 Nights In The Harem“ (Opus 25) das Lied „Üsküdar’a Gider İken“ (dritter Satz des Konzerts). Im Vorwort schreibt Say, der dritte Satz bestehe „zu einem wesentlichen Teil aus Variationen über ein berühmtes türkisches Lied (...)“ Weiter schreibt er, der „orientalischen Klangwelt entsprechend“ sei „die Orchesterbesetzung mit mehreren türkischen Schlaginstrumenten bestückt“, doch sei es die Solovioline, welche „die Geschichte erzählt und solcherart durch das ganze Werk führt.“ In dem vom Musikwissenschaftler Wolfgang Martin Stroh (Carl von Ossietzky Universität Oldenburg) erstellten und verwendeten Spielkonzept für die szenische Interpretation des Liedes „Üsküdar’a Gider İken“ für den interkulturellen Musikunterricht werden auch die Variationen aus dem dritten Satz von Says Violinkonzert „1001 Nights In The Harem“ behandelt.

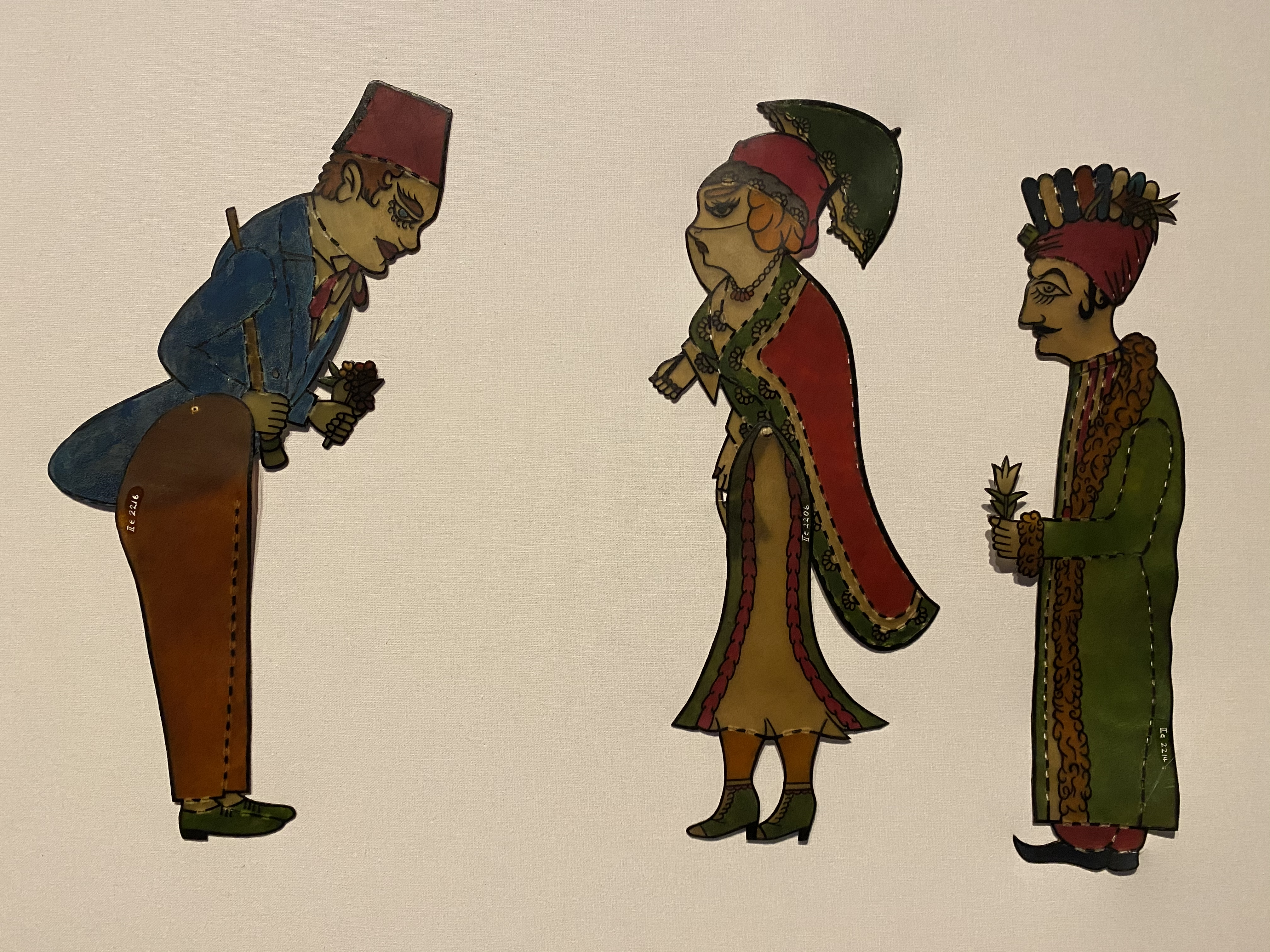
Karagöztheater mit (von links nach rechts) dem Dandy Çelebi, der Dame Zenne und Karagöz

- „Üsküdar’a Gider İken“ gehört auch zum Musik- und Textrepertoire des traditionellen Schattentheaters Karagöz und Hacivat.[70][72] Das Lied wird dabei in den Texten von der Frau von Karagöz und von dem gebildeten und gepflegten Dandy Çelebi gesungen.[70][72]
- In dem 1958 erschienenen Roman „Kâtibim“ von Münir Müeyyed Bekman, leitender Angestellter des İstanbul Radyoevi, wurde „Üsküdar’a Gider İken“ auch zum Gegenstand der türkischen Literatur.[70] Im Vorwort erklärt der Autor, dass der Roman die reale, aber abenteuerliche Liebesgeschichte des Protagonisten und seiner Geliebten Nazike aus dem Lied „Kâtibim“ erzähle, dessen Echo bis nach Amerika reiche.[70][72]

Aserbaidschan

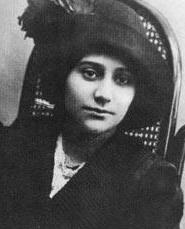
Şövkət Məmmədova (Foto: um 1920)

Im Repertoire Aserbaidschans ist das Lied beispielsweise mit einer bereits 1926 in Paris aufgenommenen Tonaufnahme unter dem Titel „Men Bir Güldüm - Üsküdar“ von der Opernsängerin Chevket Mamedova (Şövkət Məmmədova) bekannt.

#### Südosteuropa (ohne Türkei)
In einigen ehemals zum Osmanischen Reich gehörenden, südosteuropäischen Ländern und Regionen (wie Mazedonien, Bulgarien, Bosnien und Serbien) wurde „Üsküdar’a Gider İken“ als Lied in der Stadtbevölkerung sehr beliebt. In dieser Form wurde es dort mit unterschiedlichen, romantisch geprägten Texten gesungen, die zumeist nicht mit dem türkischen Originaltext, aber miteinander verwandt waren. In Serbien, Bosnien und Mazedonien war es am Anfang des 20. Jahrhunderts als Sevdalinka unter dem Namen „Ruse kose, curo, imaš“ und Varianten davon verbreitet.
Albanien
In Albanien wurde die Melodie von „Üsküdar’a Gider İken“, nachdem sie in den 1870er Jahren in das Balkangebiet vorgedrungen war, laut Kacarova besonders erfolgreich. In der Tradition der albanischen Bevölkerung wurde sie mit neuem Textinhalt versehen und erfuhr bestimmte Anpassungen an die musikalischen Ausführungsformen der Albaner. Die Melodie erlangte in Albanien weite Verbreitung und war dort laut Kacarova in mindestens drei Varianten bekannt.
- Eine dieser Versionen ist ein Schullied, das in Nordalbanien im lokalen gegischen Dialekt gesungen wurde und dessen Text mit dem Fischen an der Buna in Verbindung steht.[101][103]
- Der Inhalt des in Albanien am häufigsten zur Melodie vorkommenden Textes („Mu në bashtën tënde të këndon bilbili“, deutsch etwa: „In deinem Garten singt eine Nachtigall“), mit dem es als Liebeslied in Korça verbreitet war, ist lyrischer Natur enthält neben entsprechenden, geschlechtsspezifischen Metaphern wie „Nachtigall“ und „Rose“ auch mit dem Wort aman einen Hinweis auf den Einfluss des Osmanischen Reichs auf diese Region.[101][103] Das Lied „Üsküdar’a Gider İken“ nimmt in Albanien in dieser Form etwas klassischen Charakter an.[74]
- Kacarova betonte es als bemerkenswert, dass es dem Lied auch gelungen sei, in einer der Melodievarianten im Derwisch-Kult in Shkodra mit mystisch-religiösen Texten gesungen zu werden.[101][103] Solche İlahi mit ursprünglich arabischen Texten waren über die Osmanische Herrschaft nach Albanien und in das Gesangsrepertoire der Derwische gelangt.[103] Kacarova nahm diesen Umstand zum Anlass die Frage aufzuwerfen, ob „Üsküdar’a Gider İken“ aus einem osmanischen Derwischorden stammen könne.[101][103]

Nach dem Zusammenbruch der realsozialistischen Systeme auf dem Balkan in den 1990er Jahren gehörte das Lied „Üsküdar’a Gider İken“ nach Beobachtung der Musikwissenschaftlerin Ursula Reinhard von 1993 beispielsweise in Albanien bei den Roma-Musikern zum Repertoire, die versuchten, es in traditioneller türkischer Weise wiederzubeleben.
Bosnien und Herzegowina
Die Volksmusik der städtischen Regionen von Bosnien und Herzegowina weist klar erkennbar orientalische Einflüsse auf, die neben dem verwendeten Instrumentarium auch die konkreten Lieder betreffen. In der Stadtbevölkerung von Bosnien und Herzegowina finden zahlreiche Lieder als Volkslieder Verwendung, bei denen es sich um keine tatsächlich volkstümlichen Schöpfungen handelt. Für die Akzeptanz und Übernahme dieser Lieder als Volkslieder durch die Bevölkerung ist nicht der Ursprung oder die Entstehungsgeschichte der Lieder entscheidend, sondern die Eignung ihrer ästhetischen Merkmale für das entsprechende soziale Umfeld, in dem sie benutzt werden. Das Lied „Üsküdar’a Gider İken“ ist ein Beispiel dafür, dass einige Melodien fremden Ursprungs in Bosnien übernommen wurden und ihr fremdsprachiger Originaltext durch bosnische Liedtexte mit neuem poetischen Inhalt ausgetauscht wurden. Von der türkischen Melodie leitet sich die Melodie des Liedes „Ruse kose curo imaš, žališ li ih ti?“ ab, die nicht nur in Serbien und Albanien, sondern auch in Bosnien und Herzegowina existiert, wo sie mit zwei unterschiedlichen Texten gesungen wird („Pogledaj me, Anadolko“ und „Ruse kose curo imaš, žališ li ih ti?“).
- Als eine Art Standard für sevdah/sevdalinka wird das in Bosnien wie auch in Serbien und Kroatien beliebte Lied „Ruse kose, curo, imaš“ in zahlreichen Liederbüchern und auf Webseiten zum Thema Sevdalinka aufgeführt. Das Musikgenre der Sevdalinka (bis etwa 1900 turčija genannt), also städtischer, melancholischer Liebeslieder, deren Melodien oft aus ilahije hervorgingen und deren Texte auf sentimentaler und ästhetischer Ebene eine hohe Ähnlichkeit zum şarkı der Osmanen aufweisen, war dadurch entstanden, dass die Melodien der in Bosnien traditionell einen hohen Stellenwert im Leben und in der Musik der Bosniaken und Juden einnehmenden ilahije auch gerne mit säkularen Texten gesungen wurden. Die Sevdalinkamelodien wurden nicht nur bis weit ins 20. Jahrhundert von Berufsmusikern gesungen, sondern das Genre gewann in der bosnischen und speziell in der bosniakischen Bevölkerung im Zuge der Jugoslawienkriege als Symbol ihrer Identität noch an Bedeutung und Beliebtheit.[109]
- Die Textvariante „Pogledaj me, Anadolko“ ist in der Form eines Dialogs eines Liebespaars gehalten, doch wird das Lied in der Regel von nur einem Sänger oder einer Sängerin fortlaufend vorgetragen.[108] Zur Reihe namhafter Sängerinnen, die das Lied in Form eines urbanen Liebesliedes sangen oder singen, gehört Emina Zečaj aus Bosnien,[13] die die Melodie von „Üsküdar’a Gider İken“ mit dem bosnischen Sevdalinkatext „Pogledaj me Anadolko“ (deutsch etwa: „Sieh mich an, anatolisches Mädchen“) auch in Peevas Dokumentarfilm „Whose Song is This?“ gesungen hat.[110][105][111][112][113]
- Neben seiner Form als traditionelles Liebeslied (Sevdalinka) „Pogledaj me Anadolko“ existiert die Melodie von „Üsküdar’a Gider İken“ in Bosnien und Herzegowina zudem auch in Form des religiösen kasida „Zašto suza u mom oku“ (deutsch etwa: „Warum eine Träne in meinem Auge ist“).[105]

Bulgarien
Bulgarien weist eine besonders langanhaltende Affinität zu dem Lied auf. In Bulgarien wurde die Melodie von „Üsküdar’a Gider İken“ etwa zum Ende des Russisch-Osmanischen Krieges (1878) von türkischen Wandertheatern verbreitet. In vielen bulgarischen Städten (darunter auch Sofia, Plowdiw, Plewen, Russe und Warna) war die Melodie in den 1870er Jahren fast allgegenwärtig zu hören. Bis 1912 wurde das Lied in Plewen und Wraza regelmäßig bei bestimmten Frauenarbeitsfeiern und Feierlichkeiten im Freien (so etwa bei седенки, Plural von Седянка) in einer Tanzliedvariante von „Черни очи имаш, либе“ (transliteriert: „Černi oči imaš, libe“) gesungen. Es geriet zwar vorübergehend wieder in Vergessenheit, wurde aber durch einen Gastauftritt eines gemischten Chors von Radio Belgrad (1945) und später durch den jugoslawischen Film über „Koštana“ wieder für gewisse Zeit enorm populär in Bulgarien.
- Die Melodie kommt in Bulgarien in Form eines Liebesliedes („Черни очи имаш, либе“) vor,[105][117][114] das der serbischen Version „Ала, цуро, косе имаш“ („Ala, curo, kose imaš“) stark ähnelt und wie dieses dem türkischen Original sehr nahe kommt, im Gegensatz zur serbischen Version aber nicht viel langsamer als das türkische Original gespielt wird.[118]

- Neben dem Liebeslied existiert die Melodie in Bulgarien auch als Hymne des 1876 begonnenen Aufstands gegen das Osmanische Reich im Strandscha-Gebirge („Ясен месец веч изгрява“; transliteriert: „Âsen mesec več izgrâva“, deutsch etwa: „Schon geht ein klarer Mond auf“).[105][120][121][122] Die berühmte Strandscha-Hymne „Ясен месец веч изгрява“ von Jani Popow (Яни Попов) wurde zum musikalischen Bild des Aufstands in der Strandscha-Region, der einen wesentlichen Bestandteil des Ilinden-Preobraschenie-Aufstands von 1903 darstellt,[123] der wiederum in Bulgarien als Höhepunkt im nationalen Befreiungskampf der mazedonischen und thrakischen Bulgaren wahrgenommen wird.[124] In dem Lied erzählt Popow von einer Schlacht, die eine kleine Gruppe komiti (комити, Mitglieder eines revolutionären Komitees) mit osmanischen Truppen am 2. April 1903 im Dorf Сърмашик (Sʺrmašik, heute Бръшлян/Brʺšlân) anführte und bei der die beiden Woiwoden Пано Ангелов (Pano Angelow) und Никола Равашола (Nikola Rawaschola) zu Tode kamen. Popow, selbst ein Anführer des Preobraschenie-Aufstands, schrieb den Originaltext 1904 unter Feldlagerbedingungen in der Strandscha und veröffentlichte das Lied im Jahr 1909, damals noch unter dem Titel „За Пано и Равашола“ („Za Pano i Ravašola“; deutsch: „Für Pano und Rawaschola“), in seiner Sammlung „Странджански жалби“ („Strandžanski žalbi“). Laut der Journalistin Росица Попсавова (Rosica Popsavova) wurde das Lied Erinnerungen der alten Einwohner Brʺšlâns zufolge 1908 öffentlich im Dorf gesungen.[119] 1953 wurde die Melodie erstmals auf Радио София (Radio Sofia) von dem im Dorf Brʺšlân geborenen Volksliedsänger Сава Попсавов (Sava Popsavov) gesungen, ein Jahr vor dem Tod Popows.[119][125] Besonders bekannte bulgarische Interpreten dieser Hymne sind Sawa Popsawow und Slawi Trifonow.

Griechenland
Im griechisch besiedelten Raum blieb das Lied „Üsküdar’a Gider İken“ über einen langen Zeitraum im Liedrepertoire verschiedener Städte Kleinasiens, hielt sich aber nach der Studie Kacarovs (1973) auch mit Varianten des Textes „Apo kseno topo ki ap alaryino“ (deutsch etwa: „Aus einem fernen fremden Land“) auf Inseln wie den Dodekanes (Rhodos) und Skiathos. Auf Samothraki hatte der dort geborene Antiquar und Musiker Nikolaos Fardys (Νικόλαος Φαρδύς) bereits 1888 eine Variante der „Üsküdar’a Gider İken“-Melodie einer nahe verwandten Textversion dokumentiert, die nur zwei Verse des „Apo kseno“-Textes verwendet, was die Bekanntheit des Liedes in der gesamten Ägäis belegt. Der „Apo kseno“-Text hat verschiedene zentrale Merkmale mit den Texten anderer Varianten des „Üsküdar’a Gider İken“-Liedes in Griechenland, Bulgarien, Serbien und Mazedonien gemein. Dagegen teilt ein weiterer beliebter und oft zur „Üsküdar’a Gider İken“-Melodie gesungener griechischer Text („Έχασα μαντήλι“/„Ehasa mantili“, deutsch etwa: „Ich habe ein Taschentuch verloren“) mehrere Merkmale sowohl mit dem türkischen, als auch mit dem „Apo kseno“-Text.

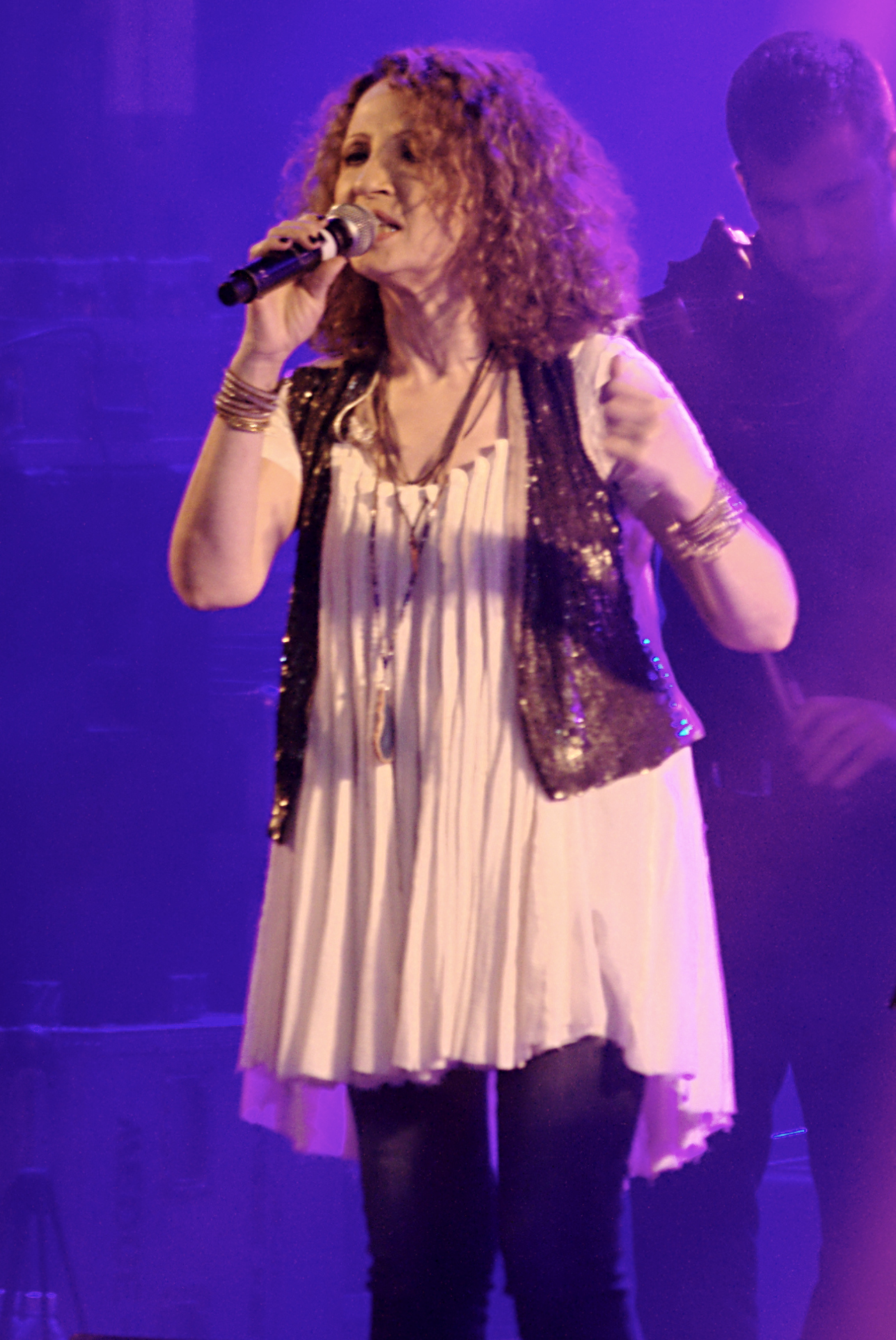
Glykeria (Foto: 2013)

- Bei den von Kacarova untersuchten Liedern „Από ξένο τόπο κι άπό μακρυνό“ und „Έχασα μαντήλι μ’ εκατό φλουριά“ handelt es sich um Liebeslieder.[115] Die Varianten „Apo kseno“ und „Ehasa mantili“ sind beide bis heute bekannt[127] und werden überall in Griechenland als Tanzlieder umgesetzt.[128]

- Die in der Regel mit 8/8-Takt des Syrtos ausgeführte „Ehasa mantili“-Version fällt aufgrund ihrer wahrscheinlichen Hauptverbreitung in Athen, Smyrna und der Ägäis häufig in der ortstypisch osmanisch beeinflussten Art aus. Dieser in den Musikcafés im späten 19. Jahrhundert deutlich zutage tretende intensivierte osmanische Einfluss mit seinem als Smyrnaica (Frühform des Rembetiko) bekannt gewordenen alaturca-Stil der ägäischen Musik fand ab den späten 1920er Jahren über die Musikindustrie in das gesamte Griechenland, die Türkei und die US-amerikanischen Metropolen Verbreitung. Dafür steht exemplarisch eine Aufnahme der textlich romantischen „Ehasa mantili“-Version von der griechisch-italienisch-US-amerikanischen Sängerin Sophia Bilides mit dem Titel „Apo tin Athina“ (deutsch etwa: „Aus Athen“), die eine zusätzliche Zeile aufweist, in der der Protagonist von Athen nach Piräus reist, das im Rahmen des Bevölkerungsaustauschs zwischen Griechenland und der Türkei ab 1922 Heimat Tausender aus Kleinasien stammender Griechen geworden war. In dem Bereits von Kacarova aus Ayvalik untersuchten Lied „Έχασα μαντήλι μ’ εκατό φλουριά“ erinnert der Text an den des türkischen Liedes und erwähnt auch wieder ein Taschentuch, doch verliert der junge Mann in dieser Liedversion ein Taschentuch mit 100 Dukaten darin und droht der jungen Frau scherzhaft, sie in der Nacht aufzusuchen und zu küssen, wenn sie es ihm nicht zurückgibt.
- Eine der bekanntesten griechischen Interpreten des Liedes „Apo kseno“ ist die auch in Israel populäre Glykeria (Glykeria Kotsoula), die in den 1990er Jahren traditionelle und populäre Musikeinflüsse verband und auch in Bulgarien und Israel erfolgreiche Lieder platzieren konnte. Auf dem griechischen Markt findet der Durchsatz balkanischer Musik in gleichem Umfang wie derjenige mediterraner Musik statt.

- Neben den Texten „Ehasa mantili“, „Apo xeno topo“ („Από ξένο τόπο“) und „Apo tin Athina“ existiert die Melodie in Griechenland auch unter dem Namen „Eskoutari“.[73] Eine 1958 von Georgiou Rigas dokumentierte Version unter dem Titel „Mia kali kontoula“ bringt Merkmale verschiedener griechischer und türkischen Varianten zusammen.[133]

Kroatien
- In den 2000er Jahren erhielt „Üsküdar’a Gider İken“ durch den Ethnopop-Song „Raspiči, opiči“ der Band Vatrogasci erneut Bekanntheit, bei dem es sich um eine Coverversion des von Boney M. gesungenen Liedes „Rasputin“ handelt.[134][135] Ihre Fassung parodiert das in den 1959er und 1960er Jahren in Jugoslawien entstandene und die Popmusik dort in den 1980er Jahren dominierende Musikgenre der serbischen und bosnischen Novokomponovana narodna muzika (deutsch etwa: „neu komponierte Folkmusik“, vgl. auch Turbo-Folk und čalga) mit seiner Mischung aus westlicher Popmusik und balkanischen Musikelementen (unter anderem serbokroatische Texte und türkische Modi) und zielt auf das in den 1980er Jahren unter bosnischen Musikern entstandene, sogenannte „orientalische“ Subgenre ab, das durch seine „türkischen“ Qualitäten identifiziert wurde (in dieser Parodie unter anderem durch ein ausgeprägtes Tremolo- und Stimmvibrato). Die Parodie nutzt das Mittel der Exotisierung, um sich zugunsten einer westeuropäischen Ausrichtung von Jugoslawien und einem Balkanorient zu distanzieren, der durch das von den urbanen Intellektuellen der Region seit Jahrzehnten verspotteten oder verachteten osmanischen Erbe der Region mit seinen türkisch sowie Romabeeinflussten Musikmerkmalen geprägt ist.[136]

Mazedonien

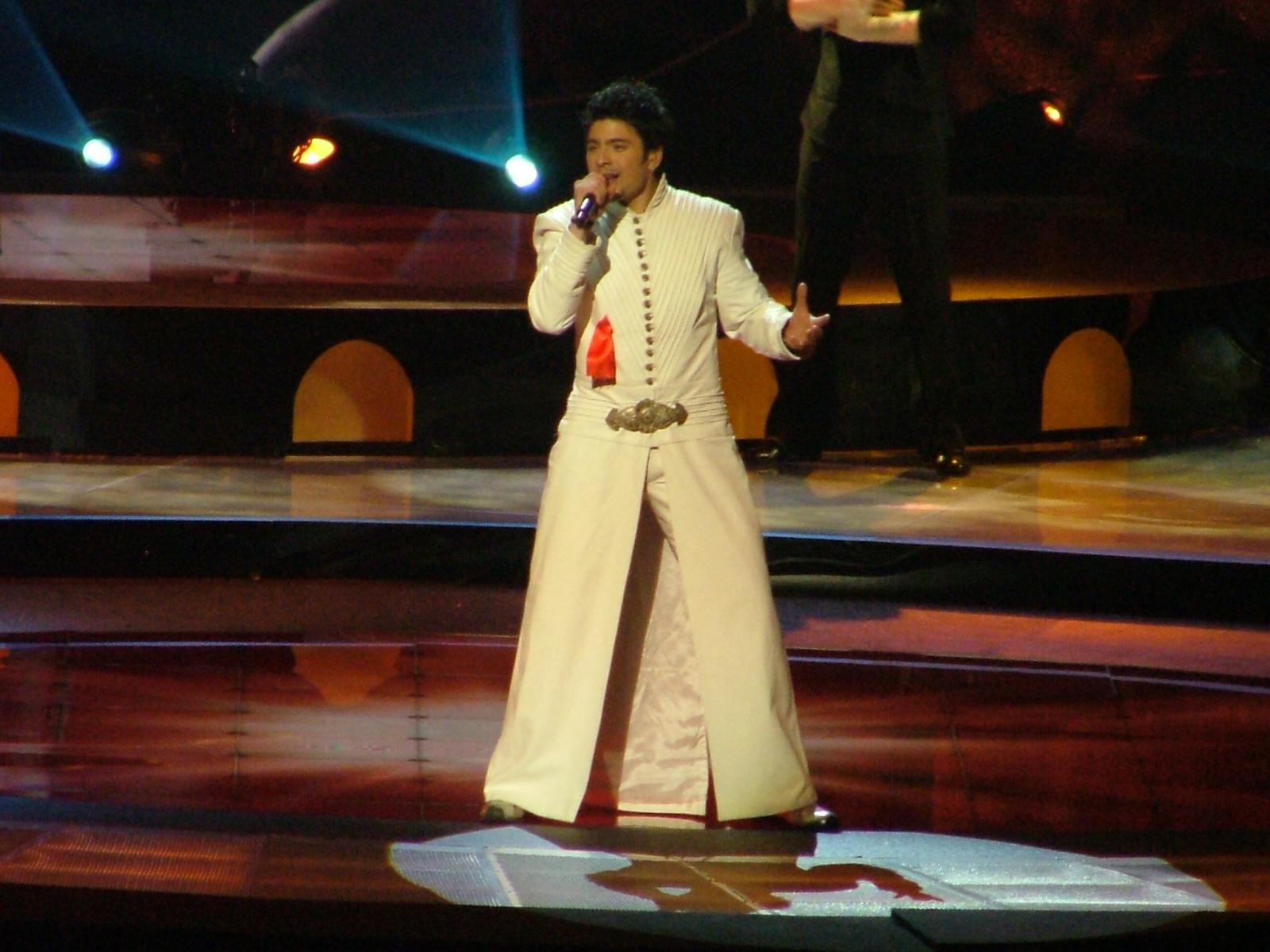
Toše Proeski (Foto: 2004)

In Mazedonien war das Lied „Üsküdar’a Gider İken“ mit ähnlichem Text und weitgehend identischem Stil wie etwa in Bosnien verbreitet.
- So wurde das von der Schauspielerin und Sängerin Zora Drempetić gesungene Sevdalinkalied unter dem Titel „Ала, цуро, косе имаш“ („Ala, curo, kose imaš“, deutsch etwa: „Oh, Mädchen, was für Haare du hast“) aufgenommen.[137][138] Eine weitere Performance derselben Sängerin aus dem Jahr 1924 erschien in jüngerer Zeit auf einer von der griechischen Firma FM Records erneut veröffentlichten Zusammenstellung historischer Aufnahmen aus Mazedonien.[137]
- Das Lied „Ој, ти Пацо Дреновчанке“ (deutsch etwa: „Oh, meine liebe Patsa aus Drenovtsi“) nimmt inhaltlich und regional Bezug auf eine Patsa (Паца) genannte Frau aus dem Dorf Drenovci (Дреновци) und wurde von Goga Zafiroski (Гога Зафироски) gesungen.[139][140]
- Eine jüngere Darbietung der mazedonischen Fassung des Liedes „Ој Девојче, Девојче“ stammt von dem in vielen Balkanländern und auch in der Diaspora prominenten und populären Toše Proeski.[105]

Rumänien
In Rumänien werden orientalische und Roma-Musikstile seit langem als sich überschneidende Phänomene wahrgenommen. Vom 16. bis zum 19. Jahrhundert wurde in Rumänien osmanisch-türkische Kunstmusik gepflegt, zunächst vom Adel und später auch vom Bürgertum. Zu den frühen Interpreten dieser Musik gehörten osmanisch-türkische Janitscharen, die in mehterhanea genannten quasimilitärischen Ensembles spielten, deren Repertoire neben militärischen Liedern der Janitscharen auch osmanisch-türkische lyrische Stücke (manele, Singular: manea) beinhaltete. Lăutari (Singular. lăutar), übernahmen während der osmanischen Zeit die Stile und Genres der türkischen Musiker und besetzten im 18. Jahrhundert die osmanisch-türkische Kunstmusik als ihre Domäne.
- Das rumänische Lied „De-ai ști suflețelul meu“, bei dem es sich um eine mögliche Variante von „Üsküdar’a Gider İken“ aus dem türkischen Repertoire oder von „Από ξένο τόπο“ aus dem griechischen Repertoire handelt, ist ein Beispiel für die ursprünglich aus dem griechischen oder türkischen Repertoire stammenden musikalischen Kreationen, die die Liedersammlung „Spitalul amorului“ (1. Auflage 1850, 2. Auflage 1852) von Anton Pann enthält, und die nach Übersetzung und melodischer Adaption in das Repertoire von Gelegenheitsinterpreten und rumänischen Lăutari übernommen wurden.[143] Noch bis Mitte des 19. Jahrhunderts, als die Herrschaft der von den Osmanen eingesetzten griechischen Phanarioten bereits zu Ende gegangen war und westliche Musik die städtische Kultur Rumäniens durchdrungen hatte, blieb die „orientalische“ (türkische) Musik in der rumänischen Kultur verankert und der orientalische oder türkische Musikstil eng mit dem Roma-Stil wie dem der lăutari verbunden. Die Vielfalt der damals populären Musik mit ihrer Mischung aus „orientalischen“ und „abendländischen“ Musikstilen spiegeln die von Anton Pann ab 1830 zusammengetragenen Lieder wieder.[144]

Serbien und Jugoslawien
Die Bevölkerung in Serbien und Bulgarien war in historischen Zeiten nicht durch nationale Grenzen voneinander getrennt, sondern konnte sich gegenseitig besuchen, gemeinsam Hochzeiten veranstalten oder Romaorchester austauschen, so dass sich beide Länder seit langer Zeit in einem intensiven Austausch von Liedgut miteinander befinden. Die Frage, in welche Richtung der Text tradiert wurde, ob also das bulgarische Lied „Черни очи имаш, либе“ zur sehr ähnlichen – beispielsweise von Zora Drempetić (Зора Дремпетић) gesungenen – serbischen Fassung „Ала, цуро, косе имаш“ führte oder umgekehrt, konnte Kacarova (1973) nicht klären.

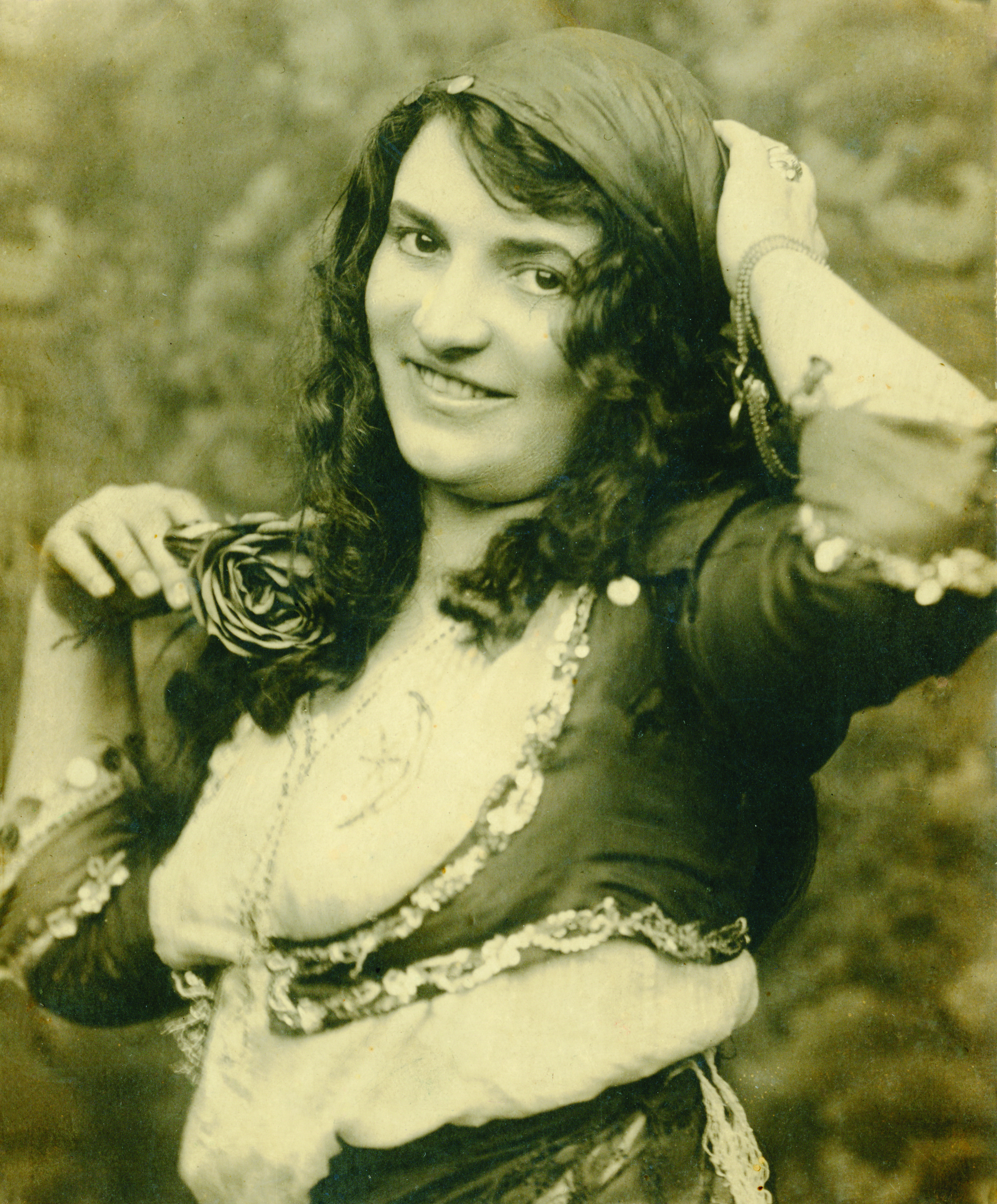
Die Schauspielerin, Opernsängerin und Regisseurin Draga Spasić (Драга Спасиќ) als Koštana im gleichnamigen Theaterstück von Borisav Stanković (Борисав Станковић) (um 1914)

- Eine serbische Version der Melodie („Русе косе, цуро, имаш“; transliteriert: „Ruse kose, curo, imaš“, deutsch: „Blondes Haar hast du, Mädchen“) kam auch im populären jugoslawischen Film „Ciganka“ („Циганка“; deutsch: „Zigeunerin“) von Vojislav Nanović (Војислав Нановић) aus dem Jahr 1953 vor[105] und verschaffte der Melodie durch die Verfilmung auch über Serbien und Jugoslawien hinaus erneute Bekanntheit.[146][115] Der Film handelt von der legendären Romni Koštana (Коштана), die zu Beginn des 20. Jahrhunderts in der südserbischen Region Vranje gelebt haben soll.[105] Im Film spielt Elma Karlowa die Filmfigur Koštana, allerdings mit der Singstimme von Zora Drempetić.[146] Zwar ist der Weg, den die türkische Melodie nach Südserbien genommen hat, nicht geklärt, doch hat sie sich bekanntermaßen in Vranje etabliert, wo bereits ein starker Einfluss orientalischer Musik bestanden hatte. Ihr wurde dort ein neuer Text aufgesetzt („Ruse kose curo imaš, žališ li gi ti?“) und Rhythmus und Ausführung wurden an die musikalischen Anforderungen der Bevölkerung in dieser Region angepasst.[147]
- Bei dem Film handelt es sich um eine von Aleksandar Vučo adaptierte Version des gleichnamigen, bekannten serbischen Theaterstücks von Borisav Stanković (Борисав Станковић), das 1902 erstmals in Belgrad aufgeführt worden und durch das eine der bekanntesten Varianten der Melodie populär gemacht worden war.[13][146] In der zweiten Szene des Theaterstücks singt die Figur Koštana eine Textvariante von „Ruse kose“. Spätestens ab einem bestimmten Zeitpunkt, möglicherweise mit dem Erscheinen des Films „Ciganka“, wurde das Theaterstück mit dem Text von „Ruse kose“ und der türkischen Melodie aufgeführt.[146]

Slowenien
- Vlado Kreslin sang die Version „Pogledaj me Anadolko“ 1997 zusammen mit aus Sarajevo nach Slowenien geflüchteten bosnischen Künstlern.[148][112]

#### Mittel- und Nordeuropa
Deutschland
Unter anderem gelangte das zu diesem Zeitpunkt in der Türkei bereits weit verbreitete, bekannte und beliebte Lied „Üsküdar’a Gider İken“ seit dem Anwerbeabkommen zwischen der Bundesrepublik Deutschland und der Republik der Türkei von 1961 auch mit Migranten aus der Türkei nach Deutschland. In der Türkei wie in der Diaspora erklang es besonders häufig auf Hochzeits- oder Beschneidungsfesten als Tanzmusik, heute meist nur noch in reiner Instrumentalfassung als Begleitmusik zum çiftetelli-Tanz (Hüfttanz mit teilweise bauchtanzartigen Bewegungen, besonders in der Türkei in den Städten getanzt). In einem Ende der 1980er Jahre erschienenen deutsch-türkischen Schulliederbuch wurde „Üsküdar’a Gider İken“ als auch in europäischen Ländern bekanntes Beispiel türkischer Musik und als scheinbar zeitloses Lied vorgestellt, das regelmäßig im Rundfunk oder im Fernsehen zu hören sei.
- Eine für den mitteleuropäischen Raum sehr frühe Veröffentlichung erfolgte ab etwa 1960 durch den zweiten Band der Reihe der UNESCO-Kommission „Europäische Lieder in den Ursprachen“, deren Liednotation für „Üsküdara gideriken“ auf eine schriftliche Quelle aus dem Jahr 1952 zurückgeht. Sie weist auffallende Übereinstimmungen mit und nur ganz wenige Abweichungen von der 1949 von Safiye Ayla gesungenen Fassung auf. Im Zusammenhang mit der UNESCO-Veröffentlichung ist die 1949 in Essen von Josef Gregor gegründete Singebewegung Die Klingende Brücke von Bedeutung, die das Kennenlernen, Verstehen und Singen der Volkslieder Europas in den Originalsprachen pflegt und fördert. Es wird angenommen, dass das Lied „Üsküdara gideriken“ in Verbindung mit seinem Erscheinen in der UNESCO-Reihe auch in das Repertoire der Singebewegung aufgenommen wurde. Es fand zudem, möglicherweise als Folge davon, Eingang in die Musikpädagogik in Deutschland, insbesondere in den 1980er Jahren.[8] Der türkische Originalliedtext wurde in einigen Fällen durch sich stark von ihm unterscheidende Texte in deutscher Sprache ersetzt.[149] So verwendet das 1989 erschienene, zweisprachigen Liederbuch „Rüzgargülü–Windrose: deutsch-türkisches Liederbuch: almanca-türkçe Şarkılar“ das Lied „Üsküdara gideriken“ als „das bekannteste »türkische« Lied außerhalb der Türkei“ mit dem Ziel,[68] „das wechselseitige Verständnis von deutschen und türkischen Mitbürgern“ zu fördern.[150][67] Dazu führt es „Üsküdara gideriken“ als eines von jeweils sechs türkischen und deutschen „Volksliedern“ (im weiteren Sinne) zunächst mit seinem Liedtext, seiner nachdichtenden „Übersetzung“ in die andere Sprache und einer erklärenden Notentafel auf und gibt zudem Hinweise zu Inhalt, Verbreitung, Aufführungspraxis und Spieltechnik bei Gitarre und bağlama, sowie „Spielanleitungen für Saz und Gitarre von Sabri Uysal und Peter Bursch sowie Praxishilfen für Schule und Bildungsarbeit von Irmgard Merkt“ für die Lieder, die unter anderem nach Schlichtheit, Singbarkeit sowohl für Deutsch- wie für Türkischmuttersprachler, Übersetzbarkeit, sowie tänzerische und instrumentale Realisierbarkeit ausgewählt wurden.[67] Das Liederbuch ist ein Ergebnis des 1988 im Rahmen des „Internationalen Zentrums für Jugend und Kultur Kiebitz“ in Duisburg entstandenen deutsch-türkischen Lied-Projekts und Musikensembles „Rüzgargülü/Windrose“,[151][67] das insbesondere von dem Volksliedforscher Sabri Uysal, von Karl Adamek und von dem Gitarrenlehrbuchautor Peter Bursch vorangetrieben worden war.[151] Das Buch enthält eine Nachdichtung des Liedes „Üsküdara gideriken“ ins Deutsche („Regen fiel“) durch Karl Adamek,[75] die auch für die Anleitungen zur szenischen Interpretation des türkischen Liedes zu Unterrichtszwecken in der Schule durch Wolfgang Martin Stroh verwendet wurde.[152]

- Die ersten Sequenzen der Melodie wurden auch in dem von Frank Farian geschriebenen Disco-Song „Rasputin“ verwendet[149][135] und in dieser Komposition Farians als Leitmotiv verwendet.[153] In dieser sehr frei inspirierten Version „Rasputin“,[154] die 1978 erstmals erschien[155][156][156] und von Boney M. performt wurde,[155][149][135][156] war das Tempo der von „Üsküdar’a Gider İken“ übernommenen Melodie erhöht worden.[156] Die türkische Melodie wird in der von Boney M. performten „Rasputin“-Version laut der Analyse Donna Buchanans zur Symbolisierung der orientalistischen, geheimnisvollen Kräfte der historischen Figur des Rasputin eingesetzt.[157] In den 1970er Jahren entfaltete sich aufgrund der Ähnlichkeit des Songs „Rasputin“ von Boney M. zum traditionellen Istanbuler Lied „Katibim“[158][159] eine heftige Diskussion,[158] während die Band Boney M. eine solche Ähnlichkeit bestritt.[158][159] Der Musikwissenschaftler Nikos Ordoulidis bezeichnete den teilweisen Einbau der Melodie in den Song „Rasputin“ von Boney M. als einen der interessantesten Fälle im von ihm recherchierten Werdegang des Liedes „Üsküdar’a Gider İken“.[160] Eine klare Verbindung zur Version „Uska Dara – A Turkish Tale / Two Lovers“ von Eartha Kitt, die am Ende den exotisierenden Satz „Oh, those Turks!“ (dt.: „Oh, diese Türken!“) gesprochen hatte, stellt die „Rasputin“-Version dadurch her, dass an ihrem Ende die gleichfalls exotisierenden Worte „Oh, those Russians!“ (dt.: „Oh, diese Russen!“) gesprochen werden.[155]
- Im Bereich der polyphonen Musik wurde „Üsküdar’a Gider İken“ im Klavierkonzert des Wiener Tonkünstler-Orchesters[70] und 1985 in dem à cappella-Werk „Üsküdar’a Gider İken“ von Robert Seidells adaptiert.[70][161]
- Die instrumental gespielte Einleitung des von Ralph Siegel komponierten und von der aus türkischstämmigen Künstlern zusammengesetzten Band Sürpriz als Beitrag der Bundesrepublik Deutschland beim Eurovision Song Contest 1999 in Jerusalem aufgeführten Liedes „Reise nach Jerusalem – Kudüs’e seyahat“ enthält eine Passage (Sekunde 11 bis 21), die die concluding phrase aus „Üsküdar’a Gider İken“ wiedergibt. Laut Buchanan stellt das in türkischer, deutscher, englischer und hebräischer Sprache vorgetragene Lied mit seiner Einbettung von textlichen und melodischen Stilelementen aus der Türkei den Versuch einer Annäherung Deutschlands zu Israel und der türkischstämmigen Bevölkerung Deutschlands dar und kann als gezielt kosmopolitisch und multiethnisch oder auch politisch aufgefasst werden.[162]
- Das Berliner Luftwaffenmusikkorps (LMK) nahm „Üsküdara gider iken“ in sein musikalisches Programm auf, um bei Auslandseinsätzen außerhalb von Krisenregionen als kultureller Botschafter der Bundesrepublik Deutschland durch die Aufnahme des landestypischen Titels eine musikkulturelle Brücke zur gastgebenden Nation der Türkischen Republik zu schlagen, so etwa beim vom türkischen Fernsehen übertragenen Konzert, das auf Einladung des Deutschen Botschafters zum Auftakt der Deutsch-Türkischen Kulturwochen am 7. Oktober 2008 in Ankara gehalten wurde.[163]
- Von der Band Scherbelhaufen ist ein Auftritt aus dem Jahr 2012 mit dem instrumental gespielten Lied „Üsküdara Gideriken“ über YouTube verfügbar.[164]

Österreich
Wie für deutsche, so ist das Lied auch für österreichische Liederbücher für die Schule nachgewiesen worden, während es laut Klebe in Schulliederbüchern in der Türkei jahrzehntelang nicht vorkam.
- Im Lehrerband des für den fächerverbindenden Unterricht an allgemeinbildenden Schulen konzipierten Schulliederbuches „Lied im Kontext“ wird das Lied „Üsküdar’a Gider İken“ mit Hörbeispielen aus der Zusammenarbeit von Jordi Savall und Gürsoy Dinçer behandelt, um sowohl Elemente urbaner, „europäisch beeinflusster“ Musik, als auch die besonderen Gesangstechnik des anatolischen Sängers Dinçer und die Melismen authentisch türkischer Musik aufzuzeigen.[60] Diese Besonderheit des Liedes veranschaulicht der Lehrerband mit einem Zitat aus der Fachliteratur:[18][165]

„Es gibt kaum ein Lied, das typischer sein könnte für die Metropole Istanbul […]. Seit Jahrtausenden ist dort Östliches mit Westlichem, Asiatisches mit Europäischem, Morgenländisches mit Abendländischem verschmolzen. […] Die Melodie des Liedes zeigt die »Brückenstellung«: Vieles an ihr ist europäisch, die Geradtaktigkeit, die periodische Gliederung, das harmonische Moll; andererseits enthält sie wieder »arabeske« Elemente, die die orientalische Herkunft nicht verleugnen.“

Der Schülerband des gleichen Schulliedbuches vermutet, dass die „in europäischer Weise“ erfolgte periodische Gliederung und geradtaktige Rhythmisierung des Liedes zu seiner Akzeptanz „im Westen“ beitrage. Der Schülerband betont zudem, dass die im Lied erzählte Geschichte einer „jungen Frau“, die sich nicht um „traditionelle Gepflogenheiten“ kümmere und an einer „gar nicht standesgemäßen Verbindung“ festhalte, eher in eine „moderne Türkei“ passe als in einen „islamischen Staat“.
Niederlande
- 1965 erschien ein Album mit dem Lied Uska Dara in niederländischer Sprache von dem Clown, Sänger und Entertainer Toby Rix[166][167]
- Auch von dem Violinist, Orchesterleiter, Arrangeur und Musikproduzent André Rieu existiert eine Interpretation des Liedes.[168]

Tschechien
- Zu den Interpreten, die eine Variante des Liedes im Repertoire haben, gehört die 1997 in der Tschechischen Republik gegründete[169] Band „Ahmed má hlad“.[112]

Ungarn
- 1973 erschien unter dem Titel „Üszküdárá...“ ein Werk klassischer Musik von Daróci Bárdos Tamás in Form einer Neuaufnahme bei Hungaroton (SLPX 11696).[170][171] Das Chormusikstück von Daróci Bárdos Tamás wird auch als sechsminütige Partitur für vierstimmigen gemischten Chor und zwei Solostimmen mit dem Titel „Üszküdárá – Uskudar“ und dem Untertitel „Vidám ballada egy török népdal alapján: Merry ballad on a Turkish folksong“ (deutsch: „Lustige Ballade nach einem türkischen Volkslied“) von der Editio Musica Budapest (EMB – Z 14807) vertrieben.[172]

Finnland

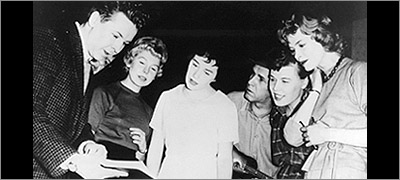
Vieno Kekkonen (Zweite von links), mit (von links nach rechts) Pentti Siimes, Brita Koivunen, Reino Helismaa and Annikki Tähti (Foto: 1950er Jahre)

- Nachdem Eartha Kitt das Lied durch ihre Interpretation „Uska Dara“ weltweit populär gemacht hatte, wurde es in verschiedenen Ländern in der jeweiligen Landessprache mit unterschiedlichen Interpretationen zu einem Hit, darunter auch in Finnland.[173] 1956 veröffentlichte Vieno Kekkonen, die zu dieser Zeit ihre Theaterschule absolvierte, ihre Interpretation des Liedes als „Uska Dara“ auf ihrer zweiten Single mit einem von Reino Helismaa und R. Kisko geschriebenen Liedtext in finnischer Sprache,[173][174] nachdem sie 1955, noch als Studentin an der Finnischen Theaterschule, ihre erste Single herausgebracht hatte.[173] Das Lied „Uska Dara“ von Vieno Kekkonen erregte in Finnland schnell großes öffentliches Interesse und verhalf Kekkonen dadurch neben ihrer musikalischen Karriere auch zu Angeboten aus der Film- und Fernsehwelt.[173]
- Die Melodie wurde in Finnland auch in Form einer Coverversion des Boney M.-Songs „Rasputin“ verwendet, die die Viking-Metal-Band Turisas 2007 unter dem Titel „Rasputin“ als Single veröffentlichte.[149][135][175][176]

#### Westeuropa
Spanien

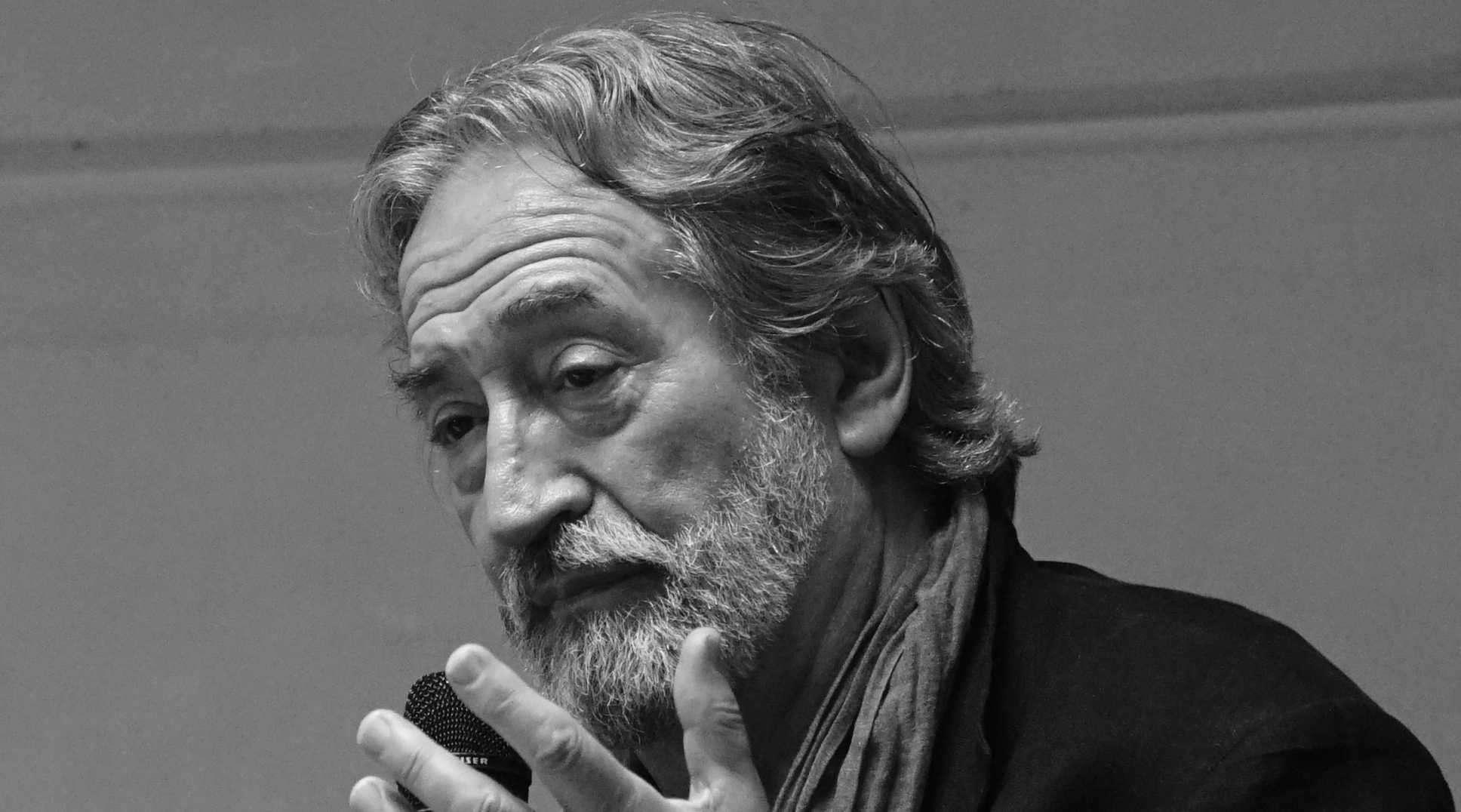
Jordi Savall (Foto: 2016)

Zu den prominentesten Performern des Liedes gehört auch Jordi Savall aus Spanien. Der katalanische Musikwissenschaftler und Musiker hat sich neben seinem Schwerpunkt auf Alte Musik auch eingehend mit nahöstlichen Musikkulturen auseinandergesetzt und in Zusammenarbeit mit dem aus Bayburt stammenden Sänger Gürsoy Dinçer türkische Musik aufgenommen, so auch zu „Üsküdar’a Gider İken“.

#### Jüdische Verbreitung
Häufig wird die Melodie als sephardisch bezeichnet, wie etwa von der spanischen Band „Mediterranea“ („Uskudara“). Tatsächlich erlangte die Melodie auch in verschiedenen jüdischen Gemeinden außerhalb der Türkei, insbesondere unter sephardischen und orientalischen Juden auf dem Balkan und im Nahen Osten in sakraler und auch in säkularer Verwendung Bekanntheit.

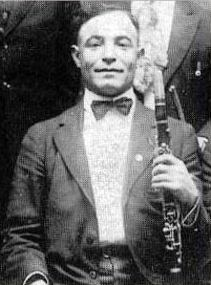
Naftule Brandwein

- 1924 nahm der aus Polen stammende Klarinettist Naftule Brandwein das Lied „Üsküdar’a Gider İken“ in New York mit seinem Orchester als Bestandteil seines Klezmer-Repertoires in einer rein-instrumentalen Fassung unter dem Titel „Der Terk in Amerika“ auf.[180][8] Ob diese Liedmelodie schon zu Brandweins Repertoire gehörte, das er sich in Osteuropa erworben hatte, ist nicht bekannt. Er behielt es jedenfalls nach seiner Immigration aus Galizien nach Amerika bei, denn viele jüdische Musiker spielten auch für ein nichtjüdisches Publikum von Immigrantengemeinschaften verschiedenster Herkunft, das sich unter anderem aus Griechen, Polen, Russen, Ungarn, Ukrainern, Zigeunern, Italienern und Türken rekrutierte. Brandwein hat in seiner von einem Instrumentalensemble in leicht harmonisierter Weise begleiteten Version die beiden ersten musikalischen Formteile, wie sie aus der Version des Avedis vorliegen, mit Varianten verwendet und den bei Avedis vorkommenden Refrainteil fortgelassen. An seine Stelle treten zwei andere Formteile, die die beiden aus der Version des Avedis bekannten Formteile sowie deren variative Wiederholungen als Zwischen- bzw. Nachspiel verbinden.[8] Ein neu eingefügter Abschnitt betont die Modulation zum Makam Hicaz, die in der türkischen Melodie angedeutet wird. Laut dem Musikethnologen Joel Rubin spielten zwar die meist zu den Aaschkenasen zählenden Klezmer-Musiker üblicherweise lediglich für Eigengruppen-Zwecke, Brandwein jedoch zuweilen auch für die „ukrainischen, polnischen, russischen, ungarischen, Roma-, griechischen, sephardisch-jüdischen, türkischen, deutschen und italienischen Gemeinden“ New Yorks und zwar jeweils in dem bevorzugten Stil der ethnischen Zielgruppe. Der Name des Liedes „Der Terk in Amerika“ spielt Rubin zufolge darauf an, dass ein griechischer Einwanderer aus Kleinasien oder mit entsprechendem Musikstil von jüdischen Musikern als Türke („Terk“) angesehen wurde.[180]
- Türkische Juden setzten die Melodie auch dem Jahrhunderte alten hebräischen Gedicht „Yodukha Rayonai“ von Israel Ben Moses Nadschara für ein Pizmonim (traditionelles jüdisches Andachtslied) auf, von dem 2002 eine Version von dem in Texas ansässigen mizrachischen und sephardischen Quartett „Divahn“ aufgenommen wurde.[180]
- Laut der Musikethnologin Ruth Davis setzte die jüdische Gemeinde im tunesischen Djerba bereits im frühen 20. Jahrhundert zahlreichen sakralen Texten säkulare, teilweise ortsfremde Melodien auf, die sie oft bei Lag-baOmer-Feiern kennengelernt hatten, wofür ein auf der Melodie „Üsküdar’a Gider İken“ beruhendes Lied mit dem „Eftah pi berrina“ genannten hebräischen Text exemplarisch ist, das als Hymne zum Lag baOmer aufgeführt wird und für das Jahr 1968 von Leo Levi belegt wurde.[180]
- Die sephardische Sängerin Gloria Levy nahm 1958 die säkulare Version „Fel sharah canet betet masha“ auf, die die türkische Melodie mit einem fünfsprachigen Text versieht (Französisch, Spanisch, Italienisch, Arabisch und Englisch) und damit sowohl der Migrationsgeschichte der Sephardim, als auch der Familiengeschichte der in den USA geborenen Künstlerin Rechnung trägt, der das Lied von der mütterlichen Linie aus dem ägyptischen Alexandria und ursprünglich aus Kleinasien tradiert wurde.[180]
- Auch die führende italienische Klezmer-Gruppe KlezRoym nahm das Lied auf Juden-Spanisch auf („Fel Shara“).[73]

- Die deutsche Band Di Grine Kuzine veröffentlichte ebenfalls eine jüngere Klezmer-Interpretation („Terk in Amerika“).[73]
- Zu den prominenten Interpreten, die in Israel eine hebräische Version („Ye'esof zeruim“) des Liedes gesungen haben, zählt Dana International.[112]

#### Arabische Welt
Ägypten
- Für das ägyptische Repertoire ist die Melodie mit der 1909 erstellten Tonaufnahme unter dem Titel „Raks zakieh“ mit El Sayed Eschita bereits früh nachgewiesen.[42][43]
- Bekannt ist das Lied in Ägypten als „Fel Shara“ oder „Ya Banat Iskandaria“.[9]

Libanon
Laut dem aus dem Libanon stammenden Musikethnologen Ali Jihad Racy begannen in der Levante tätige protestantische Missionare im frühen 20. Jahrhundert damit, religiöse Texte für eine stärkere Ausbreitung des Christentums mit lokal verbreiteten Melodien zu verbinden, so auch im Fall des Liedes „Üsküdar’a Gider İken“, dessen Melodie sowohl einer libanesischen Hymne als dem säkularen arabisches Lied „Yia banat Iskandaria“ (oder „Benat Eskandaria“, deutsch etwa: „Die Mädchen von Alexandria“) als Grundlage diente.
- Eine sehr bekannte arabischsprachige Version des Liedes („Banat Iskandaria“, „Ya Banat El Eskandiria“ oder „Yia banat Iskandaria“) wurde 1957 von dem aus Ägypten stammenden libanesischen Komponisten und Sänger Muhammad al-Bakkar (auch transliteriert als Mohammed El-Bakkar) in New York mit seinem „Oriental Ensemble“ aufgenommen,[181][182][73] der 1959 in den USA verstarb.[73]

#### Nordamerika
USA
In den 1920er Jahren kam die Melodie nach Nordamerika und wurde insbesondere durch den aus Galizien stammenden Naftule Brandwein und die in den USA geborene Eartha Kitt bekannt. Nach der Auflösung des Osmanischen Reiches hatten Teile der türkischen Bevölkerung wie auch Angehörige ethnischer Minderheiten, hauptsächlich armenische und griechische Christen sowie Juden, unter dem Druck der Jungtürken das Land verlassen, worauf viele von ihnen in die USA ausgewandert waren. Dort entwickelte sich eine eigene spezifische Immigrantenkultur und eine nennenswerte Anzahl ausgewanderter Künstler wurde von US-amerikanischen Plattenfirmen unter Vertrag genommen und produzierte für ebenfalls in der Diaspora lebende Migranten aus dem ehemaligen Osmanischen Reich landesspezifische Musik. Durch Auswanderer türkischer, griechischer, armenischer, jüdischer oder anderer Ethnien aus dem Osmanischen Reich entstanden in New York, wo beispielsweise die 8th Avenue zum Zentrum für armenische Musik mit live-Darbietungen geworden war, Berührungspunkte mit der türkischen Musikkultur.
- Die in den USA 1953 erschienene Version „Uska Dara – A Turkish Tale / Two Lovers“ des von einem Instrumentalensemble begleiteten international bekannten Gesangsstars Eartha Kitt[8] ist eine der Autorenschaft von Stella Lee zugeschriebene, „Üsküdar’a Gider İken“ nachempfundene, temperamentvoll gehaltene Variante, die zunächst 1953 von Eydie Gormé mit einer durchaus erfolgreichen Schallplatte vorgestellt wurde, in der Regel in den USA aber mit Eartha Kitt in Verbindung gebracht wird.[184]

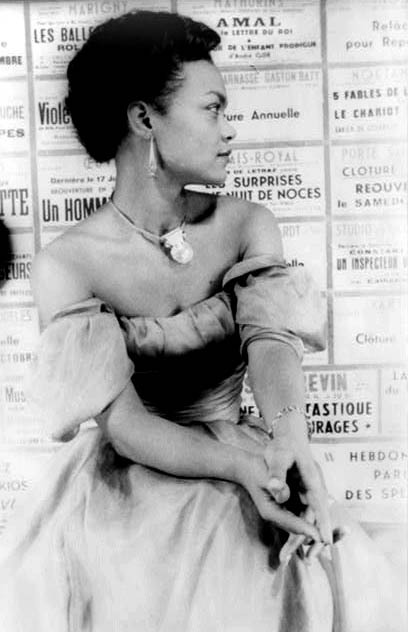
Eartha Kitt

Aus der von Eartha Kitt dargebotenen Variante gingen zahlreiche Aufnahmen hervor. Darunter befinden sich mindestens zwei Versionen (1953 und 1960) von Kitt selbst, deren weltweitem Erfolg und Bedeutung eine kaum zu überschätzende Rolle zukommt, da sie als wegweisendes, hybride Aufnahmen „Uska Dara“ das heute als Weltmusik bezeichnete Musikgenre mitbegründet haben. Die beiden Versionen Kitts von 1953 und 1960 unterscheiden sich am deutlichsten durch die stark voneinander verschiedenen englischsprachigen Passagen. In der Version von 1960 findet sich Kauderwelsch und Englisch, das eher Kommentarcharakter als tatsächliche Übersetzungsfunktion hat. Bei Kitts Version „Uska Dara“ handelt es sich nicht um eine reine Liedinterpretation, sondern um eine gemischte Fassung von Lied (mit gesungenem Türkisch) und Erzähltext (mit gesprochenem Englisch). Sie zeichnet sich durch eine den türkischen Originaltext in hohem Maße falsch und unvollständig wiedergebende englische „Übersetzung“ und durch eine auffallend unzulängliche oder unverständliche Aussprache des Türkischen aus. Aus der von Buchanan (2007) angefertigten Übersetzung und Transkription des von Kitt verwendeten Liedtextes geht klar hervor, dass sich der von Kitt auf Türkisch gesungene Liedinhalt erheblich von den englisch vorgetragenen Aussagen unterscheidet. So macht der englische Text beispielsweise aus der emotionalen Liebesbeziehung, die im türkischen Text mit der Bezeichnung kâtibim (deutsch etwa: „mein Schreiber“) durch die metaphorische Verwendung des Substantives kâtip (englisch etwa: „my clerk“) in seiner Possessivkonstruktion hergestellt wird, darüber hinaus ein Arbeitsverhältnis, in dem der Geliebte also auch im wörtlichen Sinn zum angestellten Sekretär der singenden Protagonistin wird. Kitts Liedadaption reduziert damit die einflussreiche Position des kâtip auf den bloßen Sekretär einer Frau, was als Entsprechung zu dem im Orientalismus verbreiteten Mittel der Feminisierung angesehen werden kann. Kitt spielt dadurch sowohl mit der Geschlechterrollen in der alten, im türkischen Originallied dargestellten Gesellschaft des Osmanischen Reichs, als auch mit der zum Zeitpunkt von Kitts Liedveröffentlichung in den 1950er Jahren modernen Geschlechterrolle in den USA. Der gesprochene englische Text enthält dazu in der RCA-Version von 1953 die Behauptung: „Üsküdara is a little town in Turkey. And in the old days, many women had male secretaries. Oh well, that’s Turkey.“, worauf Kitt im Lied mit der für sie in diesem Lied charakteristisch schnurrender oder knurrender Stimme den Ausspruch „Ooh Those Turks“ anfügt und somit offenbar gezielt ein orientalisiertes Bild der Türkei verwendet. Aus diesem Grund ordnet Buchanan in ihrer Analyse (2007) Kitts Adaption von „Üsküdar’a Gider İken“ als „Amerikanischen Orientalismus“ und somit als problematisch ein. Die Version Kitts könnte in ihrer Interpretation auf der von Safiye Ayla basieren, doch wurde der Vortrag, insbesondere der härtere Vortragsstil, die Aussprache des Türkischen sowie die eingeschobenen Erzähltexte, auch zum Anlass zu Spekulationen für eine Herkunft aus anderen Tradierungsquellen genommen. Die instrumentale Begleitung zeigt ein hohes Maß an Eigenständigkeit und keine Affinität zur Interpretation des Ensembles von Safiye Aylas Version. Der Orchesterklang von Kitts „Üska Dara“ wirkt mit dem phrygischen Modus der klassischen türkischen Musik des Liedes und seinem, die Klänge traditioneller türkischer Musikinstrumente wie kemençe und ney imitierenden begleitenden Jazzensemble ausgesprochen exotisch und allgemein orientalisch. Kitts Interpretation von „Üsküdar’a Gider İken“ in Gestalt von „Uska Dara“ kann als ein Musterbeispiel für das Musikgenre der Novelty-Songs betrachtet werden, indem es das traditionelle türkische Volkslied entkontextualisiert und in Form eines US-amerikanischen Popsongs umfunktioniert. Es steht damit exemplarisch für die Art exotischer, teilweise fremdsprachiger Lieder, mit denen Kitt als Künstlerin über ihrer gesamten Karriere hinweg assoziiert wird.
Kitt hatte das Lied „Üsküdar’a Gider İken“ als Vorlage für „Üska Dara“ 1951 in der Türkei kennengelernt, als sie das Land mit der Katherine-Dunham-Tanzgruppe für die Dauer von zwei Monaten besucht hatte. Ihr Türkeibesuch erfolgte im politischen Rahmen größerer und teilweise staatlich finanzierter Bemühungen, die US-amerikanische Kultur in die Türkei zu bringen, nachdem die Türkei nach Ende des Zweiten Weltkrieges und mit dem kurz zuvor ausgebrochenen Kalten Krieg zum verbündeten Staat der USA geworden war und die Truman-Doktrin der Türkei Unterstützung während des Kalten Krieges zusagte. Auch die Tournee der Tanzgruppe von Katherine Dunham wurde von der US-Regierung als Teil des US-amerikanischen Bestrebens finanziert, Jazz und Blues in die Türkei einzuführen. Kitt machte 1951 in dem 1949 in Istanbul eröffneten Club „Kervansaray“ in Istanbul vor vorwiegend männlichem Publikum Soloauftritte mit dem von ihr einstudierten Lied „Uska Dara“, das während ihres Türkeiaufenthaltes ausgiebig vom Radiosender Ankara gespielt und zum Hit gemacht wurde. Nach ihrer Rückkehr nach New York nahm Kitt das Lied 1953 als ihre erste Single-Schallplatte auch für RCA Records (Victor) auf, worauf es innerhalb weniger Tage an die Spitze der US-amerikanischen Charts gelangte und mit 120.000 verkauften Exemplaren die seit rund 30 Jahren höchsten Gewinne für RCA einbrachte. „Uska Dara“ wurde somit der erste Hit und Bestsellererfolg Eartha Kitts. Mit der weltweiten Verbreitung von Kitts 1953 erschienenen Version verhalf „Uska Dara“ der Künstlerin in entscheidender Weise zu weltweiter Popularität im Kabarett, auf der Bühne, im Radio und im Film. Als zentralen Bestandteil ihres Kabarettrepertoires behielt Kitt die Nummer seit 1951 bei ihren Nachtclub- oder Kabarettauftritten bei und führte das Lied bis zum Ende ihrer über 60-jährigen Karriere weltweit auf. Obwohl „Uska Dara“ kein ursprünglicher Bestandteil der von Leonard Sillman produzierten und von John Murray Anderson konzipierten und inszenierten Broadway-Revue „New Faces of 1952“ war, führte Kitt die Nummer angesichts der Popularität des Liedes als erste Single ihres ersten Albums („RCA Victor Presents: Eartha Kitt“, 1953) auch 1954 im Kinofilm New Faces auf, bei dem es sich um eine verfilmte Version der erfolgreichen Broadway-Inszenierung von 1952 handelte. Das Lied war prominent auf Werbeplakaten für den Film von 1954 zu sehen und spielte eine Schlüsselrolle bei der Einführung Kitts an das US-amerikanische Kinopublikum. Im Film von 1954, bei nachfolgenden Kabarettauftritten oder auch 1955 bei ihrer Live-Aufführung für das Life Magazine wurde Kitt in arabesken Kostümen gezeigt, die teilweise an eine Bauchtänzerin erinnern. Sowohl im Film von 1954 als auch in der im Fernsehen übertragenen Varieté-Show „Something Special“ von 1967 trat Kitt mit wie im Bauchtanz anmutenden Bewegungen auf und führte mit ihren Kostümen choreografische Gesten der Verschleierung vor.
- Die 1957 von Mohammed El-Bakkar im Libanon aufgenommene Version („Yia banat Iskandaria“) auf dem Album „Port Said“ erhöhte die Bekanntheit der Melodie in der arabischen, türkischen, armenischen und griechischen Diaspora in den USA und wurde dort spätestens ab den 1980er Jahren auch über aus dem Mittleren und Nahen Osten stammende Musikensembles an den Universitäten verbreitet, oftmals in der Rhythmusart maqsūm (türkisch: düyek). Besonders hervorzuheben ist die Schallplattenhülle, auf der eine Bauchtänzerin abgebildet ist, die durch Schleier und Bekleidung in einem zeltartigen Innenraum mit Kissen und Wasserpfeife verkaufsstrategisch mit dem Nahen Osten assoziierten Exotismus und Erotik für Musik, Tanz und Nachtclubmilieu einsetzt. Buchanan (2007) stuft diese Adaption von „Üsküdar’a Gider İken“ wie diejenige von Eartha Kitt als amerikanischen Orientalismus ein.[202]

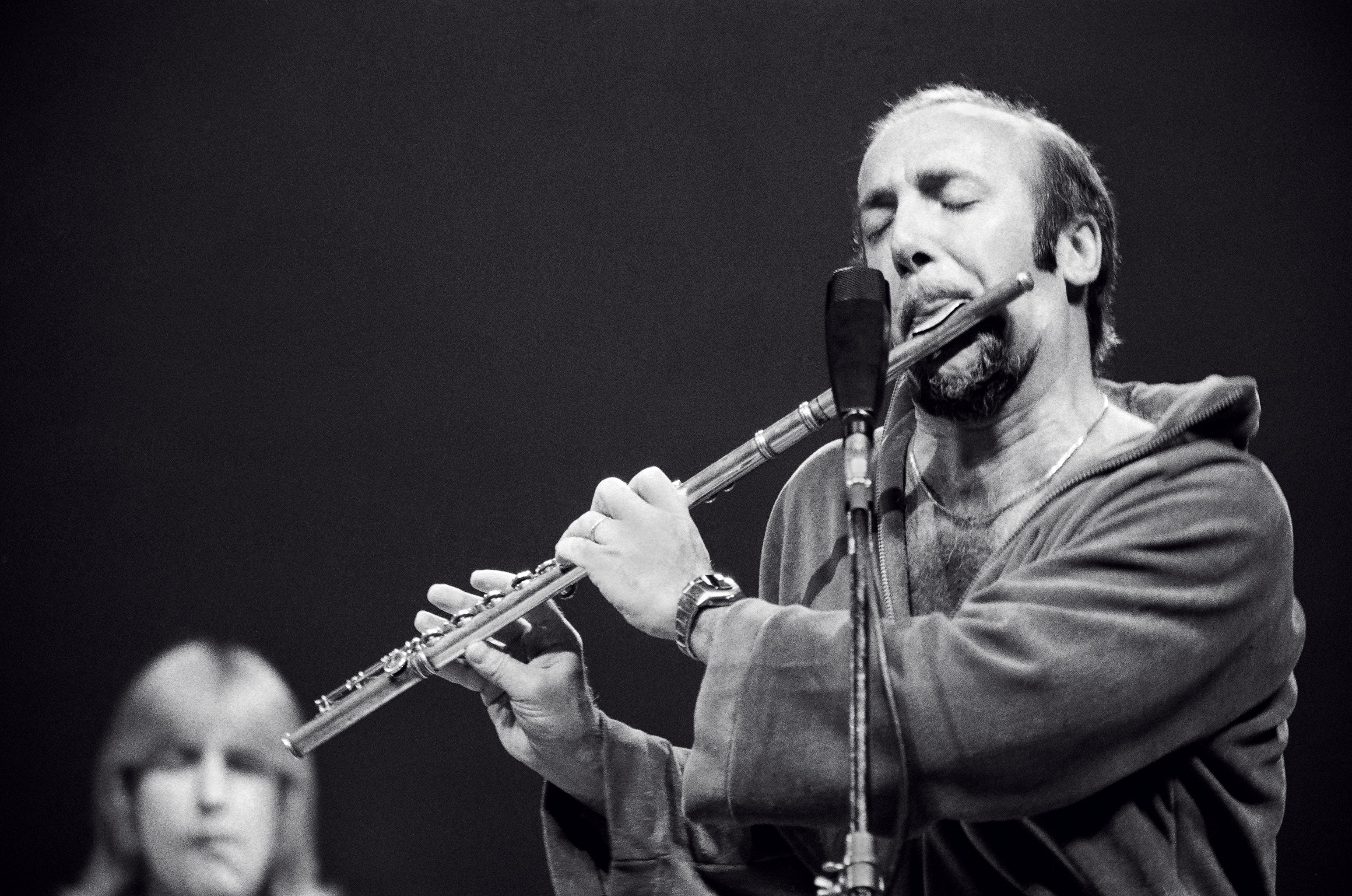
Herbie Mann (Foto: 1975)

- Auch der Jazzflötist Herbie Mann spielte das Lied.[203][9]

#### Südasien
Bangladesch
Der als Revolutionsdichter geltende Kazi Nazrul Islam, dessen Schriften sich gegen den Kolonialismus und verschiedene Arten von Unterdrückung auf dem indischen Subkontinent richten und Einfluss auf den Unabhängigkeitskrieg Ostpakistans gegen die pakistanische Zentralregierung auf dem Weg zur Erlangung der staatlichen Souveränität Bangladeschs im Jahr 1971 ausübten, leistete auch einen bedeutenden Beitrag zur bengalischen Musik. Kazi Nazrul Islam hat für mehrere seiner Lieder auf fremdländische Melodien zurückgegriffen, so etwa auf arabische, türkische, ägyptische oder auch auf kubanische. Die von ihm geschriebenen Lieder „Shukno Patar Nupur Paye“ und „Tribhuboner Priyo Muhammad“ versah er mit Melodien, die er dem türkischen Lied „Üsküdar’a Gider İken“ entnahm. Kazi Nazrul Islam erhöhte dabei das Tempo der aus „Üsküdar’a Gider İken“ entnommenen Melodie und veränderte die Originalmelodie subtil durch Improvisation, wodurch er die sthai für seine Adaption bildete. Durch Hinzufügen einer mit der Originalmelodie verschmelzenden antara konnte er ein neues Lied mit eigenem Wesen erschaffen.
- Das Lied „Shukno Patar Nupur Paye“ (শুকনো পাতার নূপুর পায়ে) wurde erstmals 1933 von Harimati Debi (হরিমতী দেবী, auch: Harimati Devi) aufgenommen,[205][206] die eine bekannte Sängerin jener Zeit und eine bekannte baiji (বাইজি) von Dhaka war.[205] Die vermutlich 1933 in Indien entstandene Tonaufnahme des Liedes „Shukno Patar Nupur Paye“ von Harimati Debi ist ein Beispiel für die Aufnahme der Melodie in das Repertoire von Bangladesh.[207] Im April 1934 erschien die erste Auflage des rund 100-seitigen Liederbuchs গীতি শতদল, in dem das Lied শুকনো পাতার নূপুর পায়ে an erster Stelle aufgeführt ist. Im Vorwort schrieb Kazi Nazrul Islam, alle Lieder des Buches seien auf Schallplatten der Gramophone und einer weiteren Company aufgenommen worden.[208]
- 1935 erschien eine weitere Aufnahme von Kazi Nazrul Islams Lied mit der gleichen Melodie in Form des Liedes „Tribhuboner Priyo Muhammad“ („ত্রিভুবনের প্রিয় মহম্মদ“, auch: „Tribhubaner Priyo Muhammad“), gesungen von Abbasuddin Ahmed (আব্বাসউদ্দিন আহমদ).[205][206]

Indien
- Ein Beispiel für die Aufnahme der Melodie in das Repertoire der Bollywood-Filmindustrie ist das von Hemanta Mukhopadhyay (auch: Hemant Kumar oder Hemanta Mukherjee) gesungene Lied „Jhoom Jhoom Kar Chali Akeli“ aus dem Hindi-Film Taj von 1956.[209][205]
- Nachdem die Filmproduzenten Illuminati Films und Eros International entschieden hatten, das Lied „Rasputin“ für den Hindi-Films Agent Vinod (2012) zu verwenden, erwarb der für den Soundtrack des Filmes zuständige Komponist Pritam Chakraborty die offiziellen Remake-Rechte des Boney M.-Liedes „Rasputin“ für das Lied „I'll Do the Talking“ des Filmes und bemerkte gegenüber dem Mumbai Mirror, dass dieses Filmlied jedoch stärker auf dem serbischen Volkslied „Ruse kose curo imaš“ („Русе косе цуро имаш“) basiere als auf „Rasputin“, dass auch „Rasputin“ von diesem serbischen Volkslied Lied inspiriert sei und dass das türkische Volkslied „Üsküdar’a Gider İken“ die gleiche Melodie besitze.[210]

Pakistan
- Coke Studio Pakistan (کوک اِسٹوڈیو) schuf 2013 unter dem Titel „Ishq Kinara – Üsküdar'a Gider Iken“ eine eigene Improvisation des Liedes,[206][211] bei der auch Ergänzungen zum Lied „Üsküdar’a Gider İken“ und zur Adaption von Kazi Nazrul Islam vorgenommen wurden.[206]

#### Zentralasien
Afghanistan
- Aus Afghanistan ist eine weitere Fassung der Melodie bekannt, die vom usbekischen Sänger Taaj Mohammad gesungen wurde.[212]

Turkestan
- Der dschadidistische Dichter Abdullah Avlânî (1878–1934) aus Taschkent (im heutigen Usbekistan) schrieb viele seiner Gedichte in Form von Adaptionen an Melodien turkestanischer und Istanbuler Volkslieder, um sie als Lied singbar zu machen. Dass Avlânî nicht nur von türkischen Dichtern und Schriftstellern beeinflusst wurde, sondern auch Komponisten aus Istanbul bewunderte, kann daraus geschlossen werden, dass Kapitel 4 seiner Gedichtssammlung „Edebiyât yahut Millî Şiirlerden“ ein Gedicht mit dem Titel „Aḳma Köz Yaşım“ enthält, das in Anlehnung an die Istanbuler Melodie des Volksliedes „Üsküdar’a Gider İken“ geschrieben wurde.[213]

#### Südost- und Ostasien
Die Melodie ist auch in Südostasien und in Ostasien verbreitet.
Indonesien
In Indonesien wurden verschiedene Versionen des Liedes „Üsküdar’a Gider İken“ aufgeführt.
- Eine Version („Tholama Asyku“, 2002) vom Sänger Haddad Alwi in Begleitung eines Orchesters aus Australien in einem Arrangement von Dwiki Dharmawan, dem Keyboard-Spieler der indonesischen Band Krakatau, verwendet einen arabischen Andachtstext aus dem 13. Jahrhundert.[215]

Malaysia
In den 1960er Jahren verwendete der malaiischsprachige Filmregisseur, Schauspieler, Musiker und Komponist P. Ramlee (Tan Sri Datuk Amar, später: Ramlee bin Puteh) die Melodie in zwei seiner im Bollywood-Stil gedrehten Filme, wobei Text und Melodie von Ramli selbst bearbeitet wurden:
- 1961 verwendete P. Ramlee die Melodie für das Fimlied „Alangkah Indah Diwaktu Pagi“ in seinem Film „Ali Baba Bujang Lapok“.[205][216]
- 1968 wurde das Lied dann in Malaysia beziehungsweise Singapur unter dem Titel „Suria“ (deutsch: „Die Sonne“) in dem von und mit dem P. Ramlee realisierten Kinofilm „Ahmad Albab“ verfilmt, der als Dramakomödie im Stil traditioneller malaiischer Volksmärchen eine moralische Botschaft transportiert.[214][112][205]

Japan
- Ein Beispiel für das japanische Repertoire ist die 1954 erschienene Version (King Records – CL-160) von Chiemi Eri (江利 チエミ) mit dem Titel „Usukudara – A Turkish Tale“ („Usukudara (Turko tan)“ / „ウスクダラ（トルコ譚）“),[217][218] die sie in türkischer Sprache gesungen und mit gesprochenen Teilen in japanischer Sprache ergänzt hat.[217] Eris Coverversionen englischsprachiger Popsongs waren in den 1960er Jahren in Japan sehr bekannt.[219]

Bae Chun-hui (1923–2014), die als koreanische „Trostfrau“ den Zweiten Weltkrieg in der heute zur Volksrepublik China gehörenden Mandschurei überlebt und ab 1951 dreißig Jahre in Japan verbracht hatte, wo sie als Kabarettsängerin tätig war, trug die japanischen Versionen der türkischen Melodie „Üsküdar’a Gider İken“, die auf die 1953 auch in Japan (bei Nihon Victor: S-107) erschienene amerikanische Version „Uska Dara (a Turkish Tale)“ von Eartha Kitt folgten, vor und nutzte mit diesen und andern verfügbaren orientalistischen Darstellungen der Exotik offenbar die Möglichkeit, die eigene Fremdheit auszudrücken.
Eine weitere Aufnahme wurde 1976 mit der Band Moon Riders als Begleitung zu Chiemi Eris „Usukudara“ („ウスクダラ“) für King Records gemacht. Laut einem Interview der Redaktion der japanischen Musik-Website Natalie (ナタリー natari) mit dem Leadsänger der Gruppe Moon Riders, Keiichi Suzuki (鈴木慶一), zu dessen Buch „テクノ歌謡は僕らの砂場だった“ wurde die Aufnahme allerdings nicht veröffentlicht. In jener Zeit, als solche Weltmusik-Aufnahmen schon populär geworden waren, war bereits ein entsprechendes Album von Izumi Yukimura erschienen. 1977 verwendeten Moon Riders die „ウスクダラ“-Aufnahme jedoch in modifizierter Form für ihr eigenes Album „Istanbul Mambo“ (イスタンブール・マンボ). 1990 wurde dann auch die gemeinsame „ウスクダラ“-Aufnahme von Chiemi Eri mit Moon Riders veröffentlicht, auf dem Kompilationsalbum „渡邊祐の発掘王FUJIYAMA-POPS編“.
- Der E-Gitarrist Takeshi Terauchi (寺内タケシ) führte das Lied in Japan in instrumentaler Fassung auf.[9]
- Eine jüngere Interpretation in japanischer und türkischer Sprache unter dem Titel Üsküdar'a gideriken (ウスクダラ) stammt von der Sängerin Sizzle Ohtaka (おおたか静流)[226][227]

Südkorea
- Ein Beispiel für das südkoreanische Repertoire ist die um die Mitte der 1950er Jahre unter dem Titel „Uska Dara“ („우스쿠다라“) veröffentlichte Version von Jo Keum Ok (조금옥).[228]

## Noten und Text

### Inhalt und Wandel des türkischen Liedtextes
Der Liedtext der türkischen Textversionen enthält eine Reihe von Metaphern und Symbolen, deren Bedeutung sich aus der türkischen Kultur erschließt. Er spielt mit Anspielungen und Zweideutigkeiten, auch anzüglicher Natur. Eine selbstbewusste Witwe aus dem Umkreis der höfischen Gesellschaft, bei der es sich um eine freigelassene Sklavin handeln könnte, die durch Heirat zu Wohlstand gekommen ist, begibt sich über den Bosporus nach Skutari/Üsküdar. Dieser auf der kleinasiatischen Seite des Bosporus gelegene Stadtteil war damals nur mit einer Fähre oder per Boot zu erreichen. Die Dame findet ein Taschentuch und füllt es mit der Süßspeise Lokum, die ein Symbol für den Wunsch nach einer glücklichen Verbindung sowie Glück in der Zukunft darstellt. In Üsküdar trifft sie ihren Geliebten, einen kâtip (arabisch: Schreiber, d. h. „des Schreibens Kundiger“), womit im Osmanischen Reich ein Sekretär oder Bürokrat aus der unteren Oberschicht der Beamten und somit ein „feiner Herr“ bezeichnet wurde. Die Dame kehrt von Üsküdar mit „ihrem“ kâtip nach Istanbul zurück und preist ihren Geliebten, sein Aussehen und seine Kleidung stolz, während die sich über das Gerede der Leute hinwegsetzt. Sie möchte in einer Kutsche mit ihm spazieren fahren und dabei von Musikanten begleitet werden.
Textliche Veränderungen sind besonders in den dokumentierten Fassungen von 1902 (Provinzfassung aus Aleppo) und 1903/1904 („Stambuler Fassung“ sensu von Luschan aus Istanbul) zu beobachten, die vermutlich noch auf mündlicher Tradierung beruhen und zwar zeitlich nur gering, geografisch jedoch rund 1200 km auseinander liegen, so dass sich in der osmanischen Provinz möglicherweise eine ältere Fassung erhalten hat als in der Metropole Istanbul. Die Veränderungen betreffen zum einen die Beschreibung der äußeren Erscheinung des Sekretärs und zum anderen die Ergänzung der beiden Strophen um jeweils eine Verszeile in der „Stambuler Fassung“. Eine gravierende Veränderung erfolgte dadurch, dass der dreizeilige Refraintext der Provinzfassung und der „Stambuler Fassung“ von Beginn des 20. Jahrhunderts bis zu einer Aufnahme aus Istanbul von 1949 wegfiel und nur ein Kerntext verblieb, der aus dem Textvorrat der Strophentexte 1 und 2 bestand. Zudem vollzog sich innerhalb der ersten Hälfte des 20. Jahrhunderts die Vertauschung einzelner Doppelverse und eine Veränderung im inhaltlichen Ablauf. Über einen größeren Zeitraum blieb dieser Kerntext unverändert, was möglicherweise auf die inzwischen erfolgte schriftliche Fixierung des Liedtextes zurückzuführen ist, die für eine Reihe der nachfolgenden Fassungen zur Grundlage wurde. In neuerer Zeit ist eine Reduktion des zweistrophigen Kerntextes zu einer Stropheneinheit zu beobachten, was damit zusammenhängen könnte, dass das Lied vornehmlich in rein instrumentaler Fassung weiter überliefert wird.

### Wesen und Wandel der Gesamtgestalt
Von der Formalstruktur her kann der Liedtext in einen Strophen- und Refraintext unterteilt werden. Der siebenzeilige Text des Avedis-Originals (Provinzversion) von 1902 besteht aus Strophen mit je zwei Doppelversen. Daran schließen
sich drei Refrainzeilen an.
Reimstruktur (Provinzversion von 1902):

1. Strophe: a / a / b / b / R(c) / R(c) / R(c) //

2. Strophe: d / d / b / b / R(c) / R(c) / R(c) //
Diese Einteilung von Strophe und Refrain verschiebt sich in der bearbeiteten Fassung („Stambuler Version“), bei der Hacki Tewfik Beg sowohl in der ersten wie auch der zweiten Strophe eine weitere Zeile mit gleichem Endreim (a bzw. d) hinzufügte, so dass von einem fünfzeiligen Strophentext und einem dreizeiligen Refrain ausgegangen werden kann.
Reimstruktur („Stambuler Version“ von 1903/1904):

1. Strophe: a / a / [a] / b / b / R(c) / R(c) / R(c)

2. Strophe: d / [d] / d / b / b / R(c) / R(c) / R(c)
Da die stark variable Textstrukturform in beiden Versionen weder einer Gattung der Volks- noch der höfischen Poesie in ihrer Reinform entspricht, wird von einer Mischform ausgegangen, die am ehesten von der in der Volksliteratur häufig vorkommenden Gattung und Gedichtart türkü beeinflusst ist. Die für die einfache Volkspoesie eher untypisch hohe Anzahl der Silben pro Zeile verweist hingegen auf Einflüsse aus der höfischen Poesie, so dass insgesamt von einer städtischen Mischform aus volkstümlicher und höfischer Literatur gesprochen werden kann.
Die Veränderung der Gesamtgestalt besteht in dessen Reduzierung auf zwei musikalischen Formteile durch Wegfall zweier weiterer und hat Auswirkungen auf das musikalische Gestaltprinzip des makam. Die Metamorphosen des makam verändern zum einen das modale Konzept der Liedmelodie der Ausgangsfassung von einer Basisform der Tonskala zu einer Rumpfskala. Zum anderen bezeugen sie auch Veränderungen in der makam-Darstellung, da die Bindung an den Kontext der höfischen Kunstmusik und somit auch die Regeln der Ausführung verlassen werden und andere Musikbereiche – und damit auch andere Tonsysteme – in die neu entstehenden Mischformen miteinfließen. Erhalten hat sich ein Text/Melodie-Kern aus zwei Formteilen, an den sich textlose, rein instrumentale Formteile anschließen können. Die rein instrumentale Fassung zunehmend bevorzugt.